# 浅草駅
浅草駅（あさくさえき）は、東京都台東区にある、東武鉄道・東京地下鉄（東京メトロ）・東京都交通局（都営地下鉄）の駅である。
台東区最東端の駅である。所在地は東京メトロが浅草一丁目、東武鉄道が花川戸一丁目、都営地下鉄が駒形一丁目である。
同じ駅名である首都圏新都市鉄道つくばエクスプレスの浅草駅は、浅草寺を挟んで反対側の国際通り地下にあり、接続駅・乗換駅扱いになっていない。詳細は「浅草駅 (首都圏新都市鉄道) 」を参照。

## 概要
東京を代表する観光地・浅草の玄関口であり、浅草寺やその門前町の仲見世通り、雷門などの有名な観光地がほど近い。かつては「浅草六区」を中心に劇場や映画館などの興行施設が集積する東京屈指の繁華街であったが、高度経済成長期以降はそれらの施設は衰退し、現在は国内外から多くの観光客が訪れる観光地となっている。
1927年（昭和2年）に東洋初の本格的な地下鉄路線である東京地下鉄道（現在の東京メトロ銀座線）当駅 - 上野駅間が開業したことにより、当駅の歴史は始まった。1931年（昭和6年）には東武鉄道の東京側の起点駅として、東武伊勢崎線を現在のとうきょうスカイツリー駅から延伸する形で「浅草雷門駅」として開業した。その際駅ビルとして百貨店の松屋浅草が併設され、これは東京初のターミナル駅直結型の百貨店であった（現・浅草エキミセ）。東武鉄道の浅草駅は駅の構造上の理由で両数の多い編成は入線に制約があり、当駅は通勤列車のターミナル駅としての機能が弱かった。また戦後に新宿・渋谷・池袋など山手線各ターミナルの発展から取り残される形で、浅草は相対的に急速に賑わいを失っていった。そのため、東武は北千住駅から東京メトロ日比谷線に、押上駅から東京メトロ半蔵門線に直通運転することで都心部への通勤客の利便性と輸送力を確保している。そういった経緯から東武伊勢崎線（東武スカイツリーライン）の起点駅であるにもかかわらず、実質的なターミナル駅は多数の路線が集積している北千住駅がその役割を担っている。なお、日光や鬼怒川温泉、両毛地域、福島県会津地方に向かう特急列車は地下鉄に直通出来ないため当駅を起点としている。

### 乗り入れ路線
東京メトロの銀座線、東武鉄道の伊勢崎線（旅客案内上では当該区間の愛称である「東武スカイツリーライン」が使われる）、都営地下鉄の浅草線が乗り入れ、接続駅となっている。銀座線と伊勢崎線は当駅が起点である。また、銀座線に「G 19」、伊勢崎線（東武スカイツリーライン）に「TS 01」、浅草線に「A 18」の駅番号が設定されている。

## 歴史
浅草における軌道系交通は、1882年（明治15年）に開業した東京馬車鉄道に始まり、1904年（明治37年）からはそれを転換した路面電車（後の都電）が担っていた。
しかし大正に入ると、路面電車は渋滞による遅延が頻発し、常に超満員の状態であった。これに代わる交通手段として地下鉄が計画され、1917年（大正7年）に早川徳次が東京軽便地下鉄道を設立し、1919年（大正8年）に免許を取得した。その後、戦後恐慌や関東大震災によって資金繰りが困難となり、東京一の繁華街であった浅草から国鉄のターミナル駅であった上野までの2.2 kmを最初に建設することとした。1925年（大正14年）に着工し、1927年（昭和2年）12月30日に東京地下鉄道の浅草駅が開業した。開通初日は始発前から乗客が各駅に殺到して約10万人が利用した。
地下鉄が開業した4年後の1931年（昭和6年）5月25日に、東武鉄道の駅が浅草雷門駅（あさくさかみなりもんえき）として開業した。東武鉄道の浅草延伸にあたっては、隅田川を渡る区間で京成電気軌道（現：京成電鉄）と競合になったが、1928年（昭和3年）に起きた京成電車疑獄事件の影響により、京成電気軌道は浅草への乗り入れを断念した。

### 年表

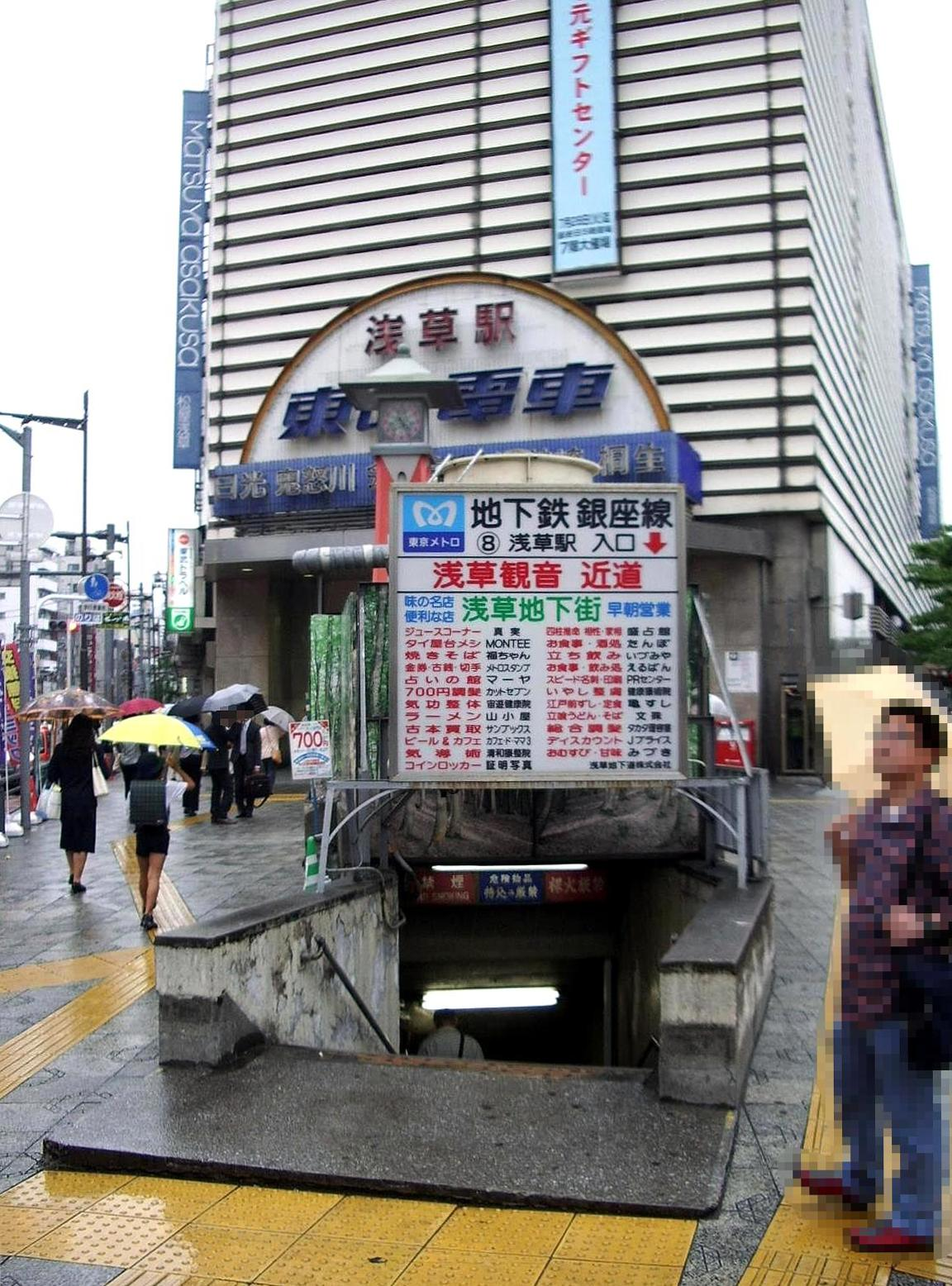
リニューアル前の銀座線出入口（2009年6月）

- 1927年（昭和2年）12月30日：東京地下鉄道の駅が開業[9][10]。
- 1931年（昭和6年）
  - 5月24日：東武ビルディングが竣工[7]。
  - 5月25日：東武鉄道の駅が浅草雷門駅として開業、乗換駅となる[11][7][8]。
  - 8月1日：東武鉄道と東京地下鉄道の駅間を結ぶ地下連絡通路が完成[12]。
  - 11月1日：松屋浅草店が開店[13][8]。
- 1941年（昭和16年）9月1日：陸上交通事業調整法により、東京地下鉄道が路線を帝都高速度交通営団（営団地下鉄）に譲渡[14]。
- 1945年（昭和20年）
  - 3月10日：東京大空襲により、東武鉄道の駅舎内部が焼失する被害を受ける[15][8]。
  - 10月1日：東武鉄道の駅が浅草駅に改称[16][8]。
- 1954年（昭和29年）7月19日：東武浅草駅に同社初の機械式自動券売機を設置[17]。
- 1957年（昭和32年）3月：東武浅草駅ホームを増設[18]。
- 1960年（昭和35年）
  - 11月8日：営団地下鉄が輸送力増強を目的とした車両増備に対応するため、北側に3線トンネルを約196 m延伸し、31両分の車両の収容が可能となる留置線を建設[19][20]。
  - 12月4日：都営地下鉄1号線の駅が開業[21]。
- 1961年（昭和36年）6月1日：都営地下鉄との連絡運輸開始[22]。
- 1963年（昭和38年）5月1日：都営地下鉄1号線との連絡通路を銀座線1番線ホーム南端に設置[23][20]。
- 1978年（昭和53年）7月1日：都営地下鉄1号線が浅草線に改称[24]。
- 1991年（平成3年）頃：東武浅草駅に発車メロディを導入。
- 1997年（平成9年）10月14日：「関東の駅百選」に選定[25]。選定理由は、営団地下鉄が「浅草寺を考慮し、浅草の土地柄に馴染んでいる仏閣デザインの地下鉄の長老駅」、東武鉄道が「昭和6年『浅草雷門駅』として開業、駅の上はデパート」[26]。なお、都営地下鉄は対象外[26]。
- 2004年（平成16年）4月1日：営団地下鉄の民営化に伴い、銀座線の駅が東京地下鉄（東京メトロ）に継承される[広報 2]。
- 2006年（平成18年）3月18日：この日の東武鉄道のダイヤ改正において、準急が区間急行に名称が変更され、当駅発着の準急は廃止となる[広報 3][注釈 2]。当駅を発着する日中の一般列車は新設された区間快速、区間準急、当駅と北千住間を結ぶ普通列車のみとなった[注釈 3]。
- 2007年（平成19年）3月18日：東武鉄道・東京メトロ・都営地下鉄でICカード「PASMO」の利用が可能となる[広報 4]。
- 2009年（平成21年）1月頃：東武浅草駅5番線ホームに柵を設置。
- 2010年（平成22年）
  - 1月22日：銀座線2番線ホーム中程に雷門・浅草寺方面改札口が新設される[広報 5]。
  - 9月頃：東武浅草駅3番線ホームに柵を設置。
- 2011年（平成23年）9月29日：東武浅草駅2番線ホームの下り方2両が立入禁止になり、当該部分のドアカットを開始。
- 2012年（平成24年）
  - 5月18日：東武浅草駅の外観リニューアル工事が完了[広報 6][広報 7]。
  - 10月30日：銀座線浅草駅に発車メロディを導入[広報 8]。
  - 11月21日：東武浅草駅ビルに商業施設「浅草エキミセ」が開業[広報 7][27]。
- 2013年（平成25年）3月16日：この日の東武鉄道のダイヤ改正において、特急と快速・区間快速列車を除いた当駅発着の一般列車が日中は普通のみの運行となる[広報 9]。このため日中の一般列車は東京都内で運行を完結する列車のみの運用となった[注釈 4]。
- 2017年（平成29年）
  - 4月21日：この日の東武鉄道のダイヤ改正において、当駅発着の快速・区間快速列車の運行が取り止められる[広報 10]。
  - 6月24日：銀座線ホームにおいてホームドアの使用を開始[広報 11]。
- 2023年（令和5年）
  - 7月11日：ACCESS東武浅草駅店がリニューアルオープン[28]。
  - 7月15日：東武浅草駅5番線ホームを特急「スペーシアX」専用のりばとして供用開始。合わせてインフォメーションカウンターなどのリニューアル工事が完了[広報 12]。
  - 11月17日：東武浅草駅5番線ホームの発車メロディが「passenger」から「スペーシアX 車内チャイムのアレンジ版」に変更[29]。

## 駅構造
東京メトロ、東武鉄道、都営地下鉄の駅はそれぞれ別構内ではあるが、いずれも浅草地区東部の隅田川に近接する江戸通り前または地下に位置する。東京メトロと東武鉄道の間、東京メトロと都営地下鉄の間にはそれぞれ地下連絡通路がある。東武鉄道と都営地下鉄間の乗り換えは一度地上に出る必要がある。

### 東京メトロ
相対式ホーム2面2線を有する地下駅。浅草エキミセ（東武鉄道浅草駅）の目の前の地下、吾妻橋西詰に位置している。
コンコースは北側（東武線側、5 - 8番出入口）・中央（1 - 4番出入口）・南側（浅草線側、A3 - A5出入口）の3つに分かれており、各コンコースは改札外で行き来できない。このため、改札によって利用可能な出入口や、直結する乗り換え路線が限定される。2020年3月現在、改札は4か所存在する。
中央のコンコースから行き来できる、吾妻橋の袂にある4番出入口は浅草観音に因んだ格好の屋根が設置され、通称「赤門」と呼ばれており、近代化産業遺産や登録有形文化財に認定されている。これは、東京地下鉄道が募集した懸賞設計図案の当選図案から採用されたものである。
また、北側のコンコース（東武鉄道側）は馬車通り直下の地下商店街である「浅草地下街」に接続しており、新仲見世通りに繋がる6番出入口へは地下街を経由する形となる（8番出入口からも地下街に直接アクセス可能）。
2010年（平成22年）1月22日には、2番線ホーム中央から直接出られる雷門・浅草寺方面改札口が新設された。これにより、雷門・浅草寺エリアへ段差なしで行けるようになった。

#### のりば
| 番線 | 路線   | 行先     |
| ---- | ------ | -------- |
| 1・2 | 銀座線 | 渋谷方面 |

（出典：東京メトロ:構内図）
- 1・2番線共に夜間留置が設定されている。
- 三社祭や隅田川花火大会といった大規模な行事が開催される場合、多くの乗客を捌くことが必要になるため、渋谷駅側の両渡り線を使用せずに留置線側の両渡り線を使用する[33]。そのため、1番線を乗車専用ホーム、2番線を降車専用ホームとしている[33]。
- 当駅の終端側には3本の留置線（折り返し線）があり、夜間留置等に使用されている（「上野検車区#浅草駅構内の留置線について」も参照）[33]。以前は当駅から三ノ輪方面への延伸が計画されており（都市交通審議会答申第10号）[34]、その際は本線として使用する予定だった。
- 開業当初は、東武の浅草雷門駅が開業するまで北側の出入口が未完成だったため、ホーム端64 m手前からA線とB線の間に木製の渡り板を敷設し、A線のみで折り返し運転を行っていた[35]。
- ホームの構造上、1番線側のみが都営浅草線への連絡通路と結ばれており、また、ホーム階から地上へ直接続くエレベーターは2番線側の浅草寺・雷門方面改札にのみ設置されている（両ホーム間は2台のエレベーターを乗り継いで移動可能）[20]。上野 - 田原町間各駅の浅草方面行ホームにおける接近放送・発車標や、1000系の行先表示器・車内ディスプレイ・自動放送で当駅の到着番線が案内されているのは、このためである。
- 当駅は鉄骨鉄筋コンクリート構造という、地下鉄としては珍しい構造をしている。これは、当時のベルリン地下鉄が同一の構造をしていたので、それに倣ったものであるとされている[36]。

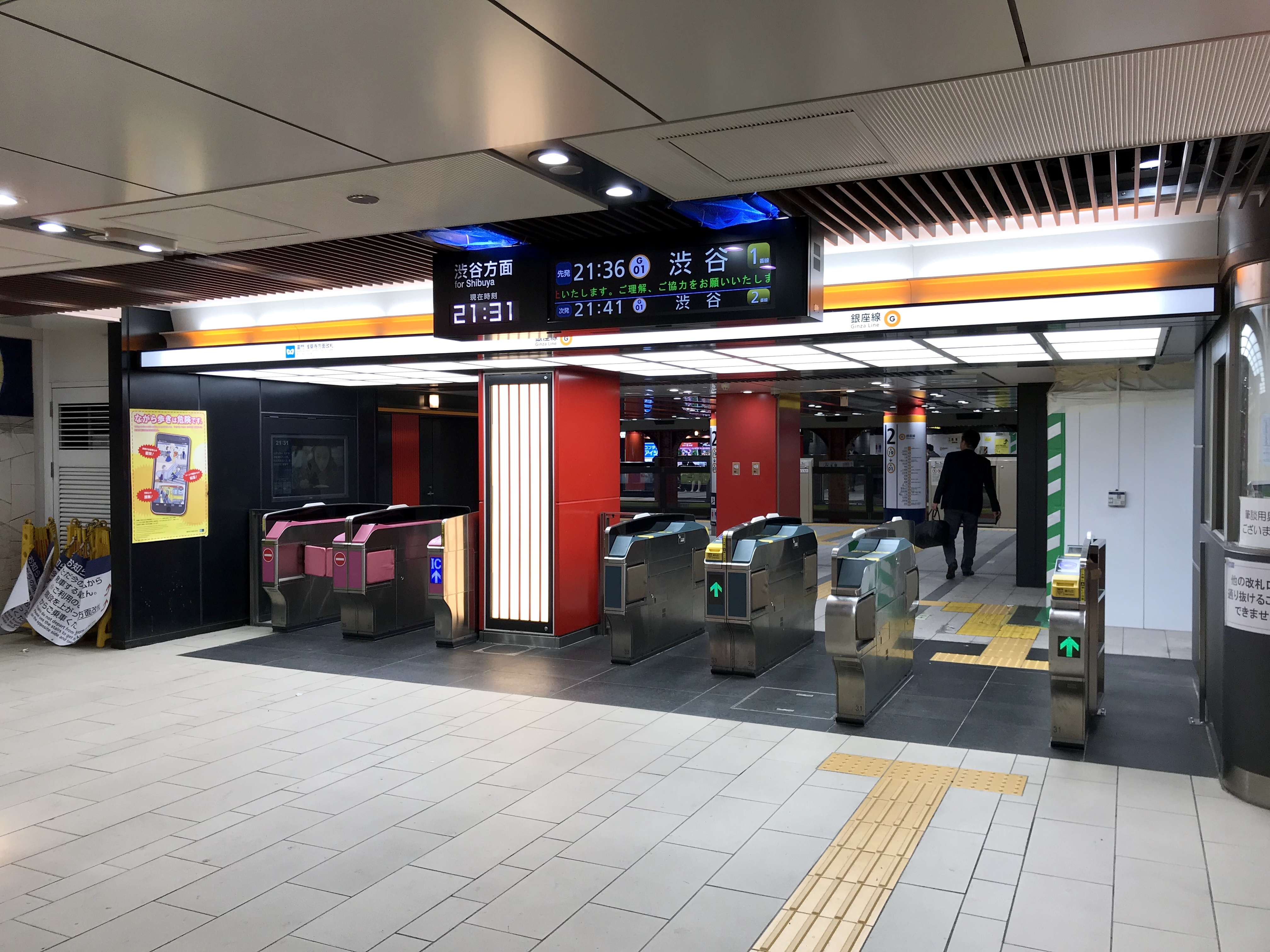
雷門・浅草寺方面改札（2018年10月）
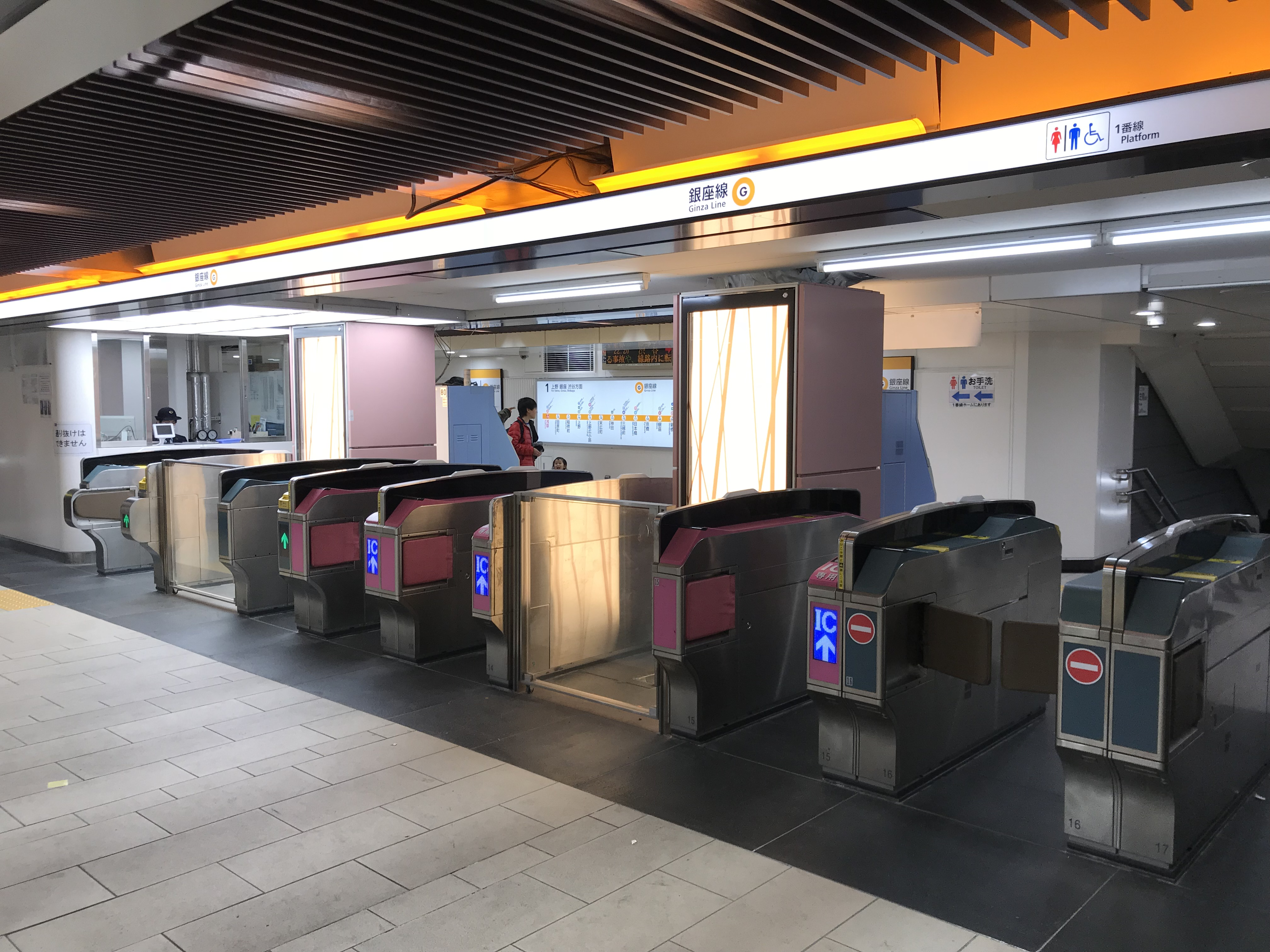
松屋・隅田公園方面改札（2018年1月）
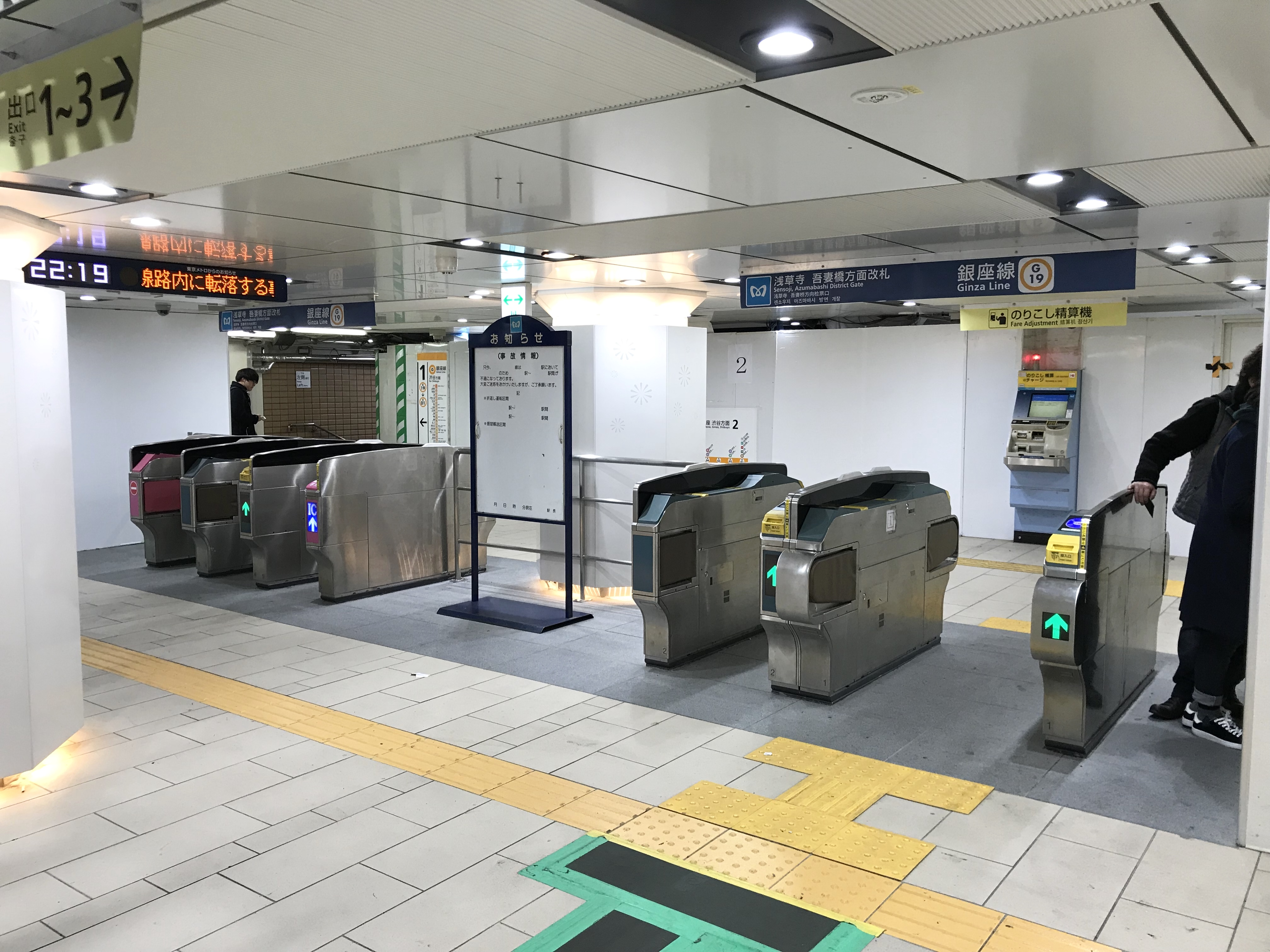
浅草寺・吾妻橋方面改札（2018年1月）
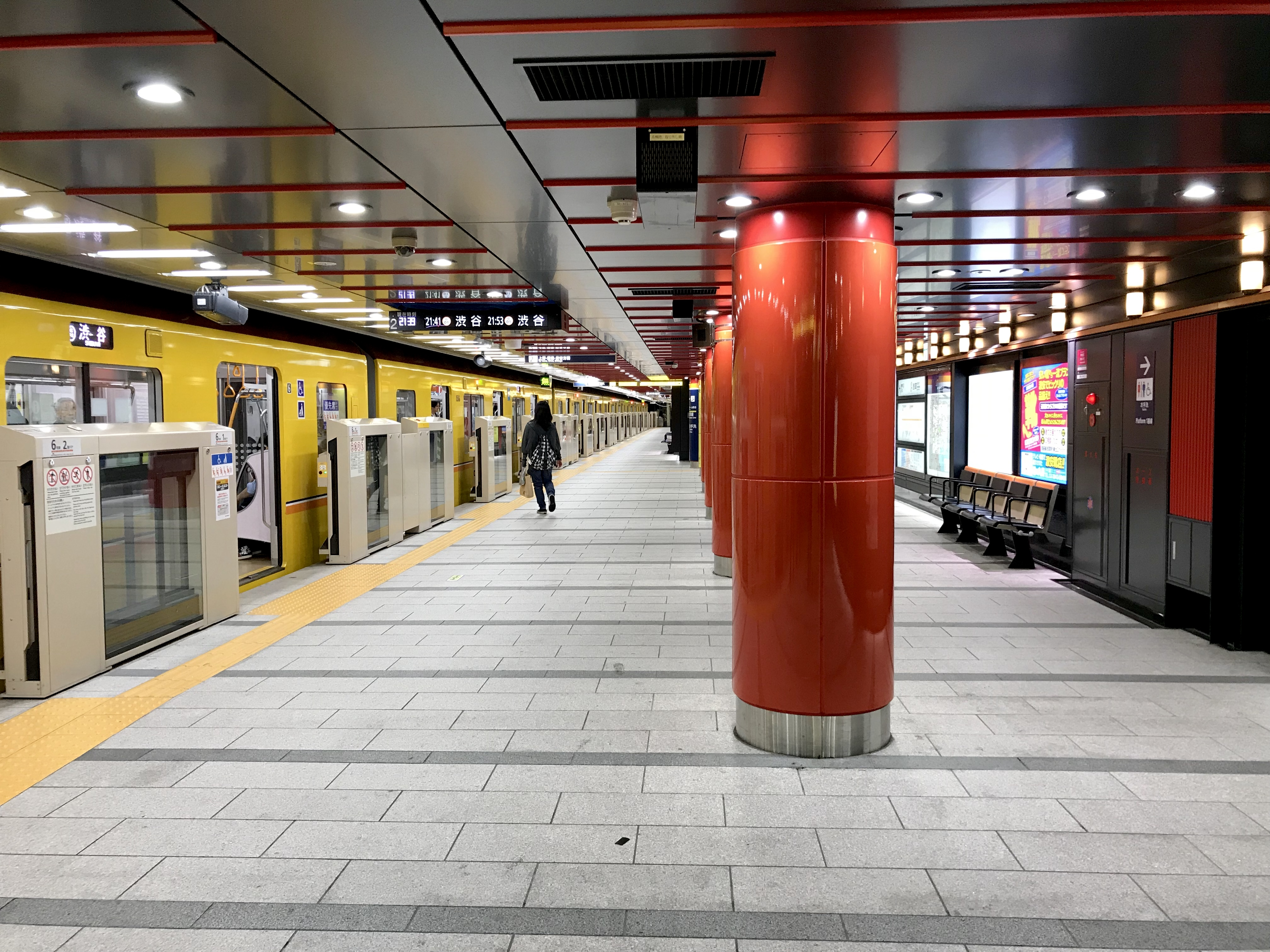
2番線ホーム（2018年10月）

#### 発車メロディ
2012年（平成24年）10月30日から、瀧廉太郎作曲の「花」をアレンジしたものを発車メロディ（発車サイン音）として使用している。メロディはスイッチの制作で、1番線のバージョンは塩塚博、2番線のバージョンは福嶋尚哉が編曲を手掛けた。

### 東武鉄道
地上7階・地下1階の商業ビル（詳細は「駅ビル」を参照）の2階に位置する頭端式ホームの3面4線構造で、西側の1線は両側にホーム（4・5番線）がある。切符売り場は1階にある。トイレは北口1階改札内と南口2階改札外に設置されている。南口2階改札外には多機能トイレとエレベーターも設置されている。エスカレーターは南口正面に設置されている。
隅田川とほぼ平行した駅舎から、すぐに隅田川を直角に横断する隅田川橋梁を渡るという立地の制約上、乗り入れ可能な列車はほぼ6両編成に限定される。1番線のみ8両編成も入線可能だが、乗務員を含め、乗降は浅草方（南口改札寄り）の6両に限られる。
朝ラッシュ時に10両編成で運行される列車については、かつては曳舟駅での後部4両の切り離し、および当時存在した業平橋駅（現・とうきょうスカイツリー駅、都営地下鉄浅草線押上駅との乗換可）地上ホームで折り返すことで対応していた。また、東京メトロ半蔵門線・東急田園都市線直通と北千住以北の列車が10両編成のまま運転され、その他の10両編成の列車は北千住で下り側4両を切り離して当駅との間を6両編成で運行していたが、2013年（平成25年）3月16日のダイヤ改正から区間急行が8両編成による当駅（1番線）発着に変更されたため、北千住駅での切り離し作業は廃止された。
東武浅草駅管区として、伊勢崎線の当駅 - 牛田駅間の各駅と亀戸線の各駅を統括管理している。

#### のりば
| 番線 | 種別                      | 備考                             |
| ---- | ------------------------- | -------------------------------- |
| 1    | ■区間急行 ■区間準急 ■普通 | 8両編成は伊勢崎方2両をドアカット |
| 2    | ■区間急行 ■区間準急 ■普通 | 伊勢崎方2両はドアカット          |
| 3    | ■特急                     |                                  |
| 4    | ■特急                     |                                  |
| 5    | ■特急                     | 「スペーシアX」乗車専用          |

- 日中は曳舟駅における急行・準急との接続を積極的に案内している。
- 3 - 5番線ホームの入口はインフォメーションセンターを兼ねた有人の中間改札が設置されている。
- 5番線ホームは2023年（令和5年）7月15日より特急「スペーシアX」専用の乗車ホームとなっている[広報 12]。それ以前は2017年（平成29年）4月20日まで設定されていた快速・区間快速の乗車ホームとして使用されていた。なお、同ホームにはとうきょうスカイツリー側の北改札口へ通じる階段が設置されていない[38]。
- 3・5番線ホームの伊勢崎方には転落防止柵が設置されている[広報 15]。
- 1990年代までは4・5番線からも一般列車が発車していたが、ドア扱いは4番線ホームのみであった。
- 1・2番線ホームは転落防止を理由に先端へ立ち入りができないためドアカットが行われる。

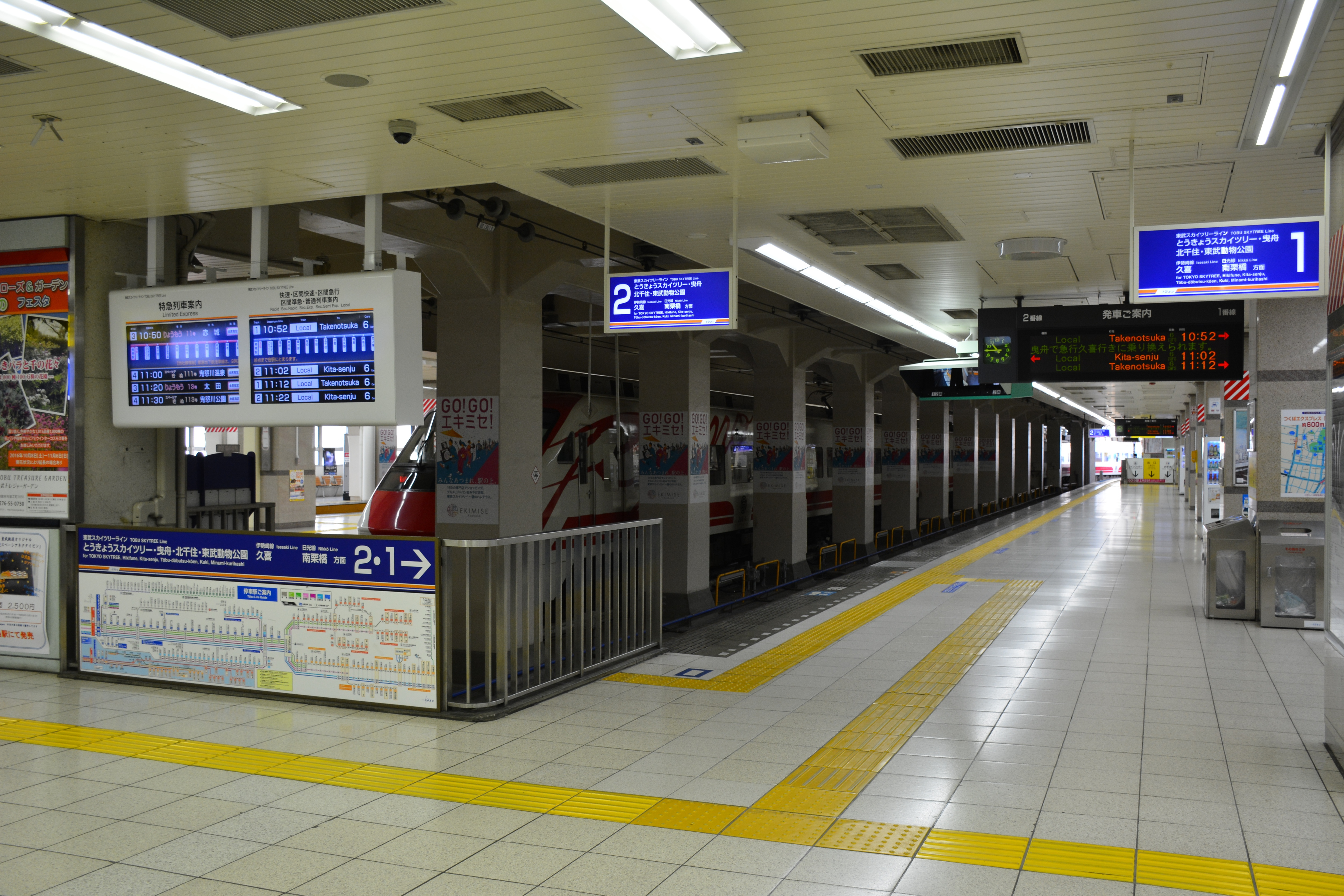
1・2番線（2016年10月）
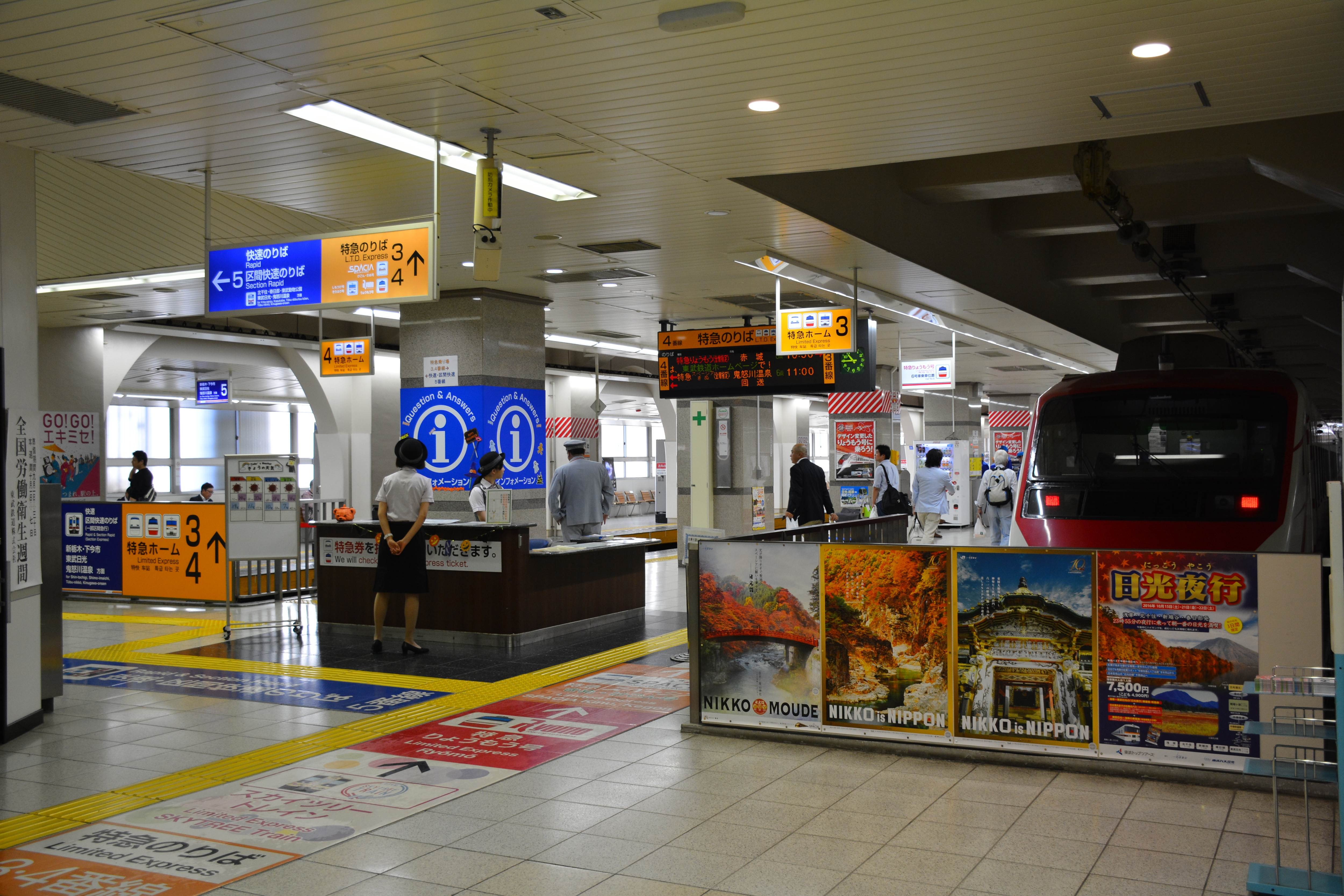
3・4番線（2016年10月）
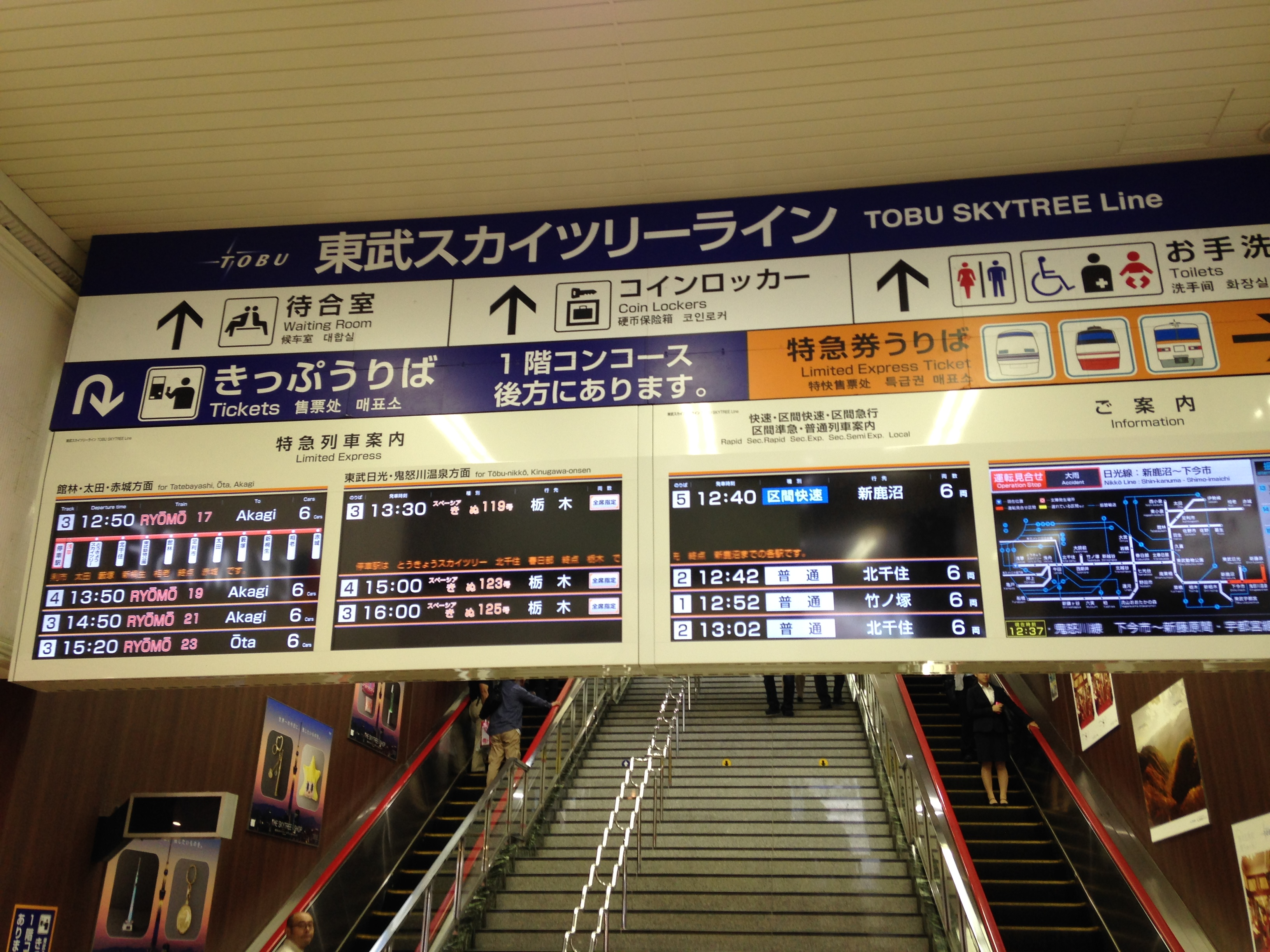
発車標（2015年9月）
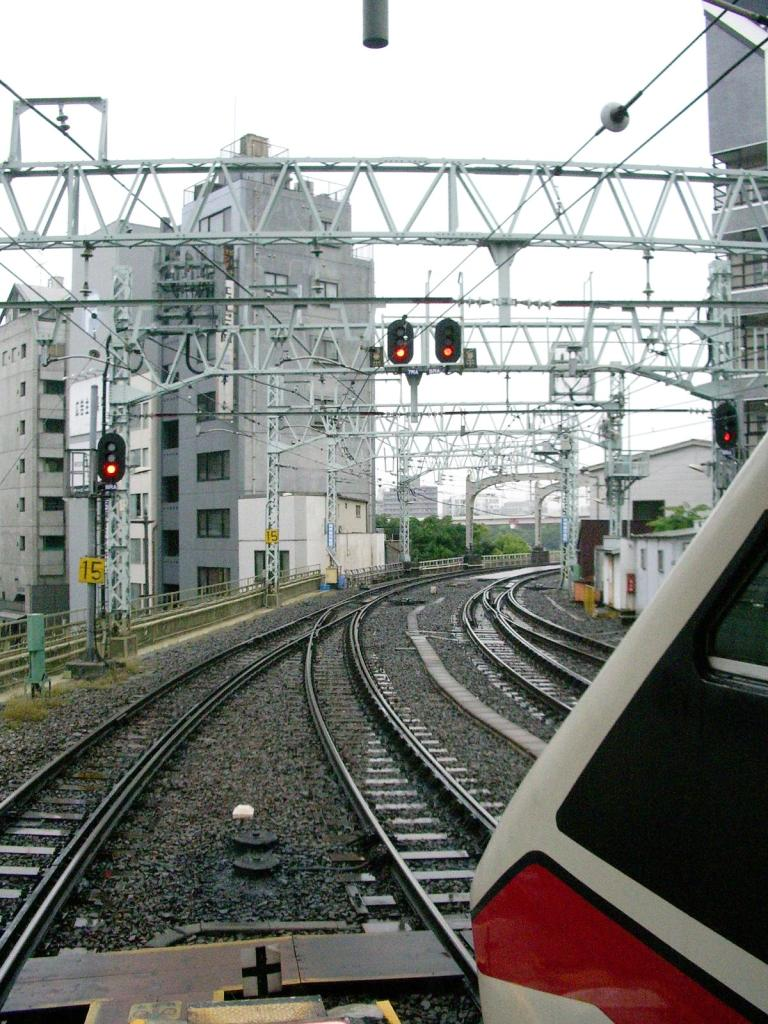
駅構内（伊勢崎方）。線路の間に2つ並んだレール塗油器のグリースタンクが見える。写真右は特急「りょうもう」（2009年6月5日）

#### 駅ビル

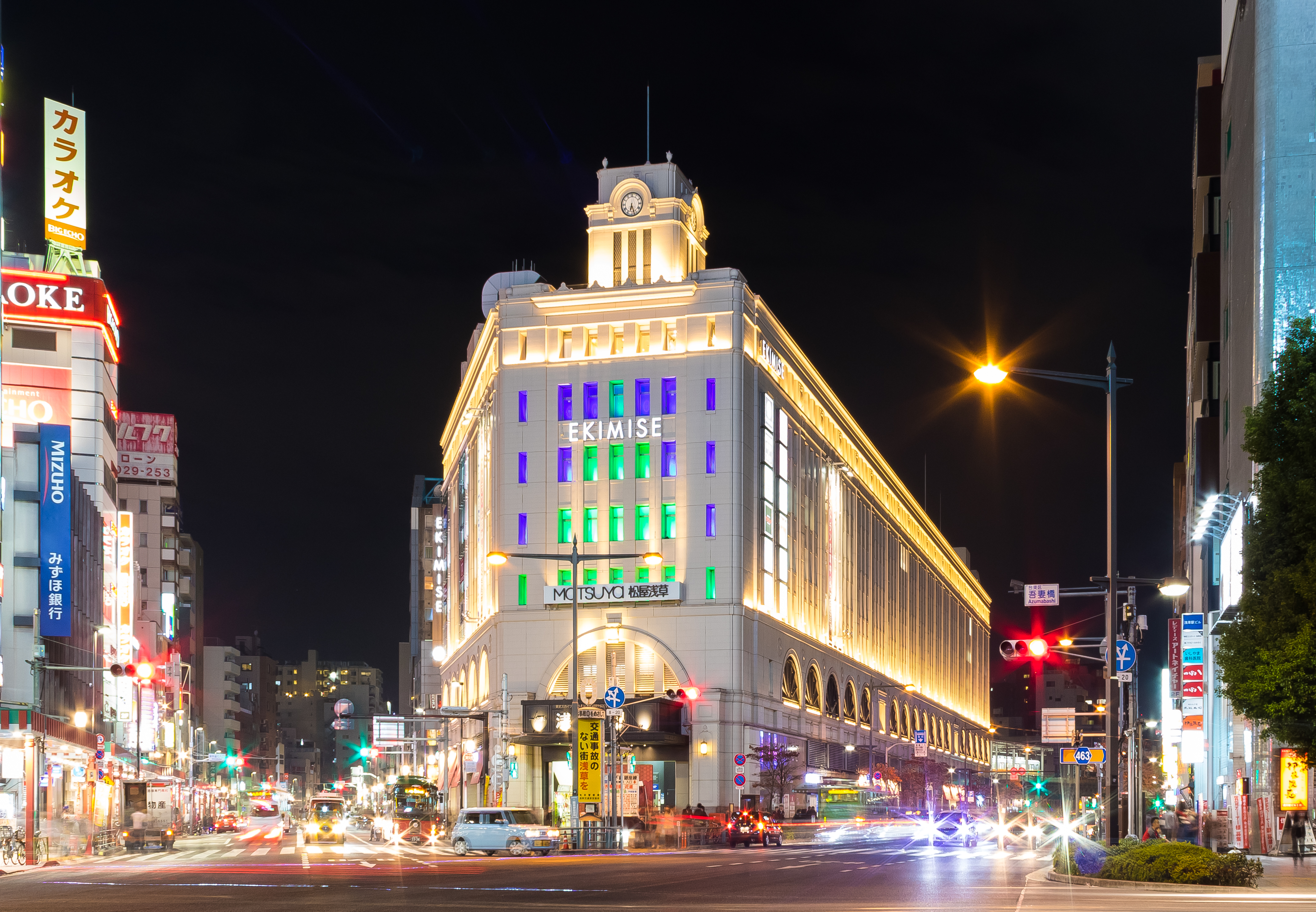
「浅草エキミセ」

地上7階・地下1階の建物は、鉄道省の初代建築課長であった建築家久野節が設立した久野建築事務所が設計、清水組により施工された。
初めて利用する人でも迷うことがないように複雑な構造を避け、入口からホームまで一直線に結ぶ構造になっている。
3階から7階までを百貨店として設計し、当初は三越などの百貨店を招致したが実現しなかった。
そこで、松屋が入居し、浅草駅ビルは1931年（昭和6年）11月に関東では初となる本格的な百貨店併設のターミナルビルとして開業した。
その後、松屋は1934年（昭和9年）に1階の一部や2階なども賃借するようになり、同店は規模を拡大することとなった。
2012年（平成24年）11月21日、ビル全体が「浅草エキミセ」という名称の商業施設として新装開業する。この改装に伴い、松屋浅草は規模を縮小して地下1階と地上1階から3階までとなり、新たに52店舗が出店した 。
昭和初期を代表するアール・デコ様式による大規模建築物の一つであったが、外壁に使用されていたテラコッタ製タイルが老朽化で剥がれ始めていたことから、1974年（昭和49年）に外壁をアルミ製のルーバーで覆う改修工事が実施された。これにより建物自体は竣工当時のままながら、建設当時の面影は失われることとなったが 、東武が手掛ける東京スカイツリー開業に伴い、当駅舎についても開業時の姿に復元すると同時に、待合室の新設・耐震補強工事の施行を含めたリニューアルが行われ、2012年（平成24年）5月18日に竣工 。開業時のシンボルだった大時計も復活した 。リニューアルに際し、外壁タイルはガラス繊維補強セメント（GRS）製に変更された。

#### 駅立地による制約
前述した、駅舎と駅を出てすぐに存在する橋梁の位置関係から、駅を出てすぐに半径100 mの急カーブが存在し、ここは15 km/hの速度制限がかかっている。各ホームへの分岐器はカーブ状に設置されているが、両渡り分岐器をカーブの途中に設置することが不可能なため、橋梁上に設置されている。ゆっくりと隅田川を渡る風景は当駅の一つの情緒ともなっているが、車輪とレールの摩擦音による騒音など、いくつかの問題も生じた。
しかし最大の問題は、この立地によりホーム先端が急カーブにかかっており、かつこれ以上のホーム延伸が不可能な点である。入線可能な列車は基本的に20 m級車では6両編成までに制限される。例外として1番線のみ8両分の有効長があり、朝夕の時間帯には8両編成の列車が発着する。かつては4両編成2本併結列車の入線が不可能であったが、2009年12月より可能となった。
1・2番線ホームは急カーブやホーム上にある柱（正確には浅草エキミセのエレベーター）の関係で、入線部分のホーム幅が極度に狭く、転落事故や1・2番線ホームを発着する電車と乗客とが触車事故を起こす危険性があることから、1番線に発着する8両編成の列車と2番線ホームに発着する6両編成の列車はとうきょうスカイツリー寄りの2両がドアカット扱いとなり、その部分に柵が設置されて立入禁止となっている。また、ホームが急カーブであるため、6両編成がほぼ直線上に停車できるのは1番線のみであり、それ以外のホームのとうきょうスカイツリー方ではホームと車両との間に隙間が生じる。このため、3 - 5番線に入線する特急列車のうち、とうきょうスカイツリー方の車両（約4両分）の乗降口には、転落防止のため駅員によって車両とホームに跨る可搬式の渡り板がかけられる。
また、これも急カーブで短編成の列車は信号機の見通しが利かないため、分岐器の手前にある正規の出発信号機に加えて、1番線ホームは6両編成、その他のホームは4両編成の先頭車停車位置（いずれもホームの途中）にも出発信号機を設けている。これは中継信号機的なもので、閉塞を区切る機能はない。
急カーブでは左右の車輪の進む距離が極端に異なるため、車輪とレールの摩耗が進みやすく、大きな「きしり音」も発生する。これを軽減するため、曲線部の線路脇には多数の「レール塗油器」が設置されており、レールとバラストはその油で黒々としている。

#### 駅弁
2020年ごろまでは、主な駅弁として下記を販売していた。
- 春らんまん御膳（行楽シーズン限定販売）

#### 付記

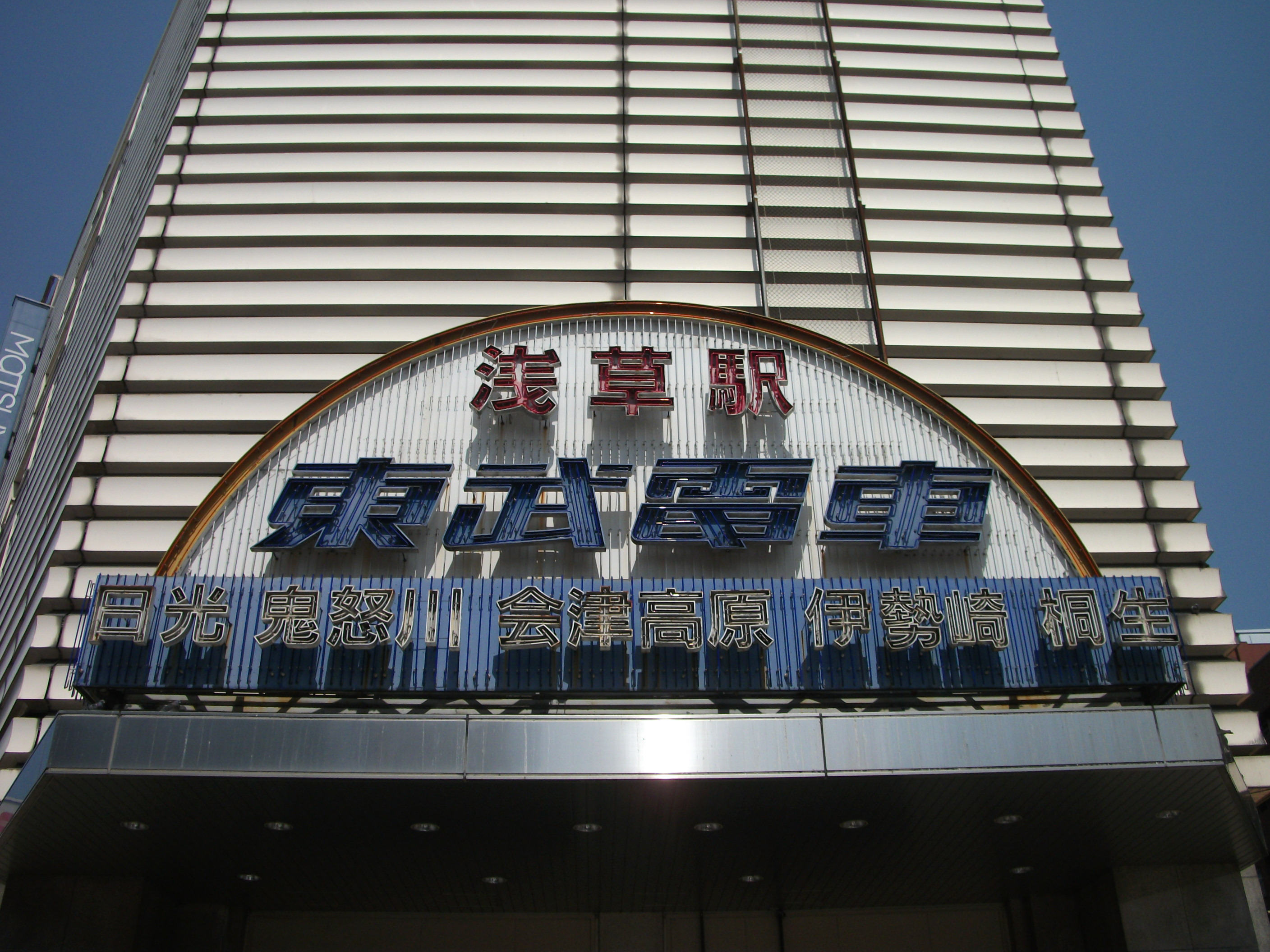
「東武電車」の看板
（正面入口、2011年当時）

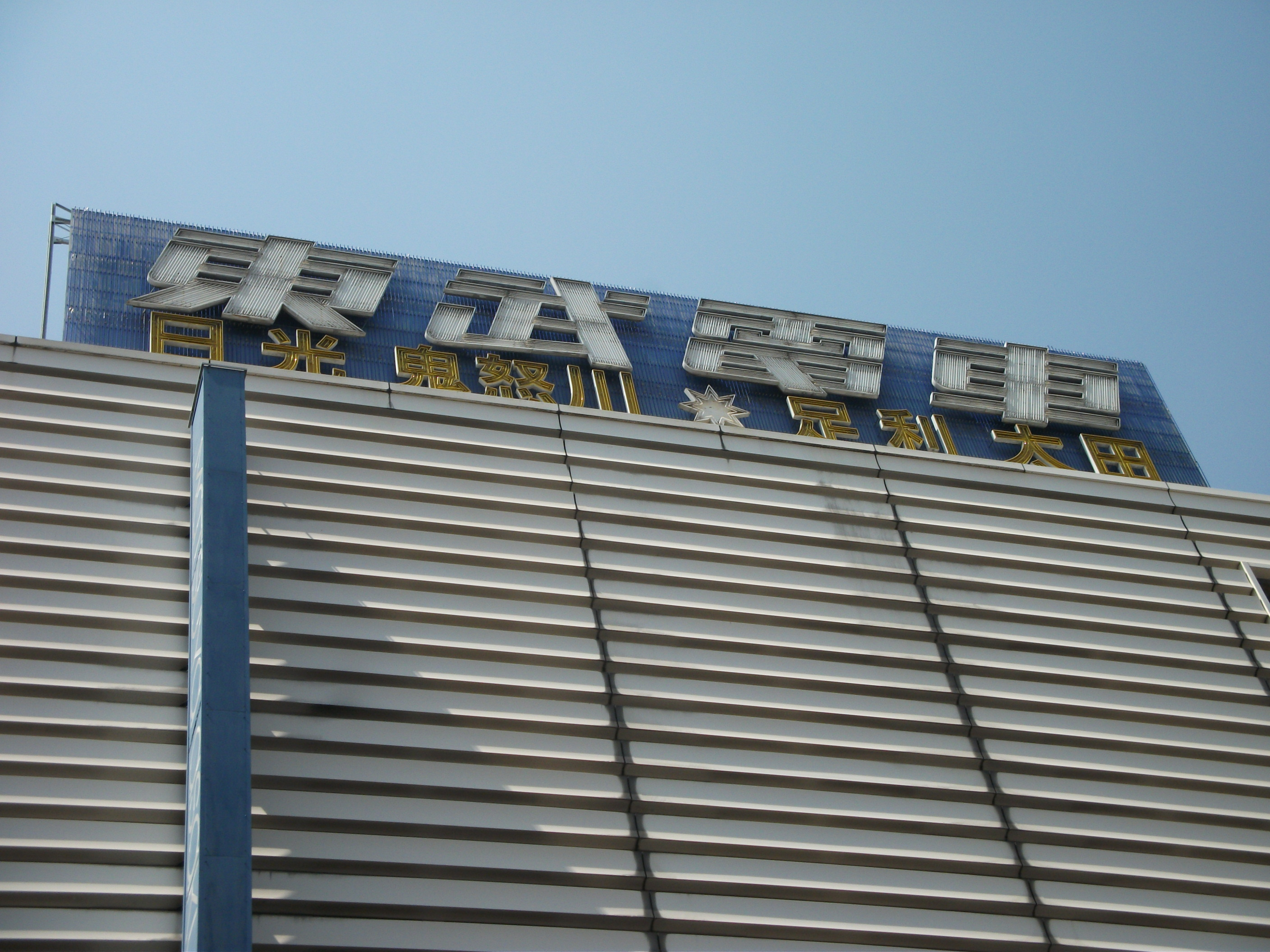
「東武電車」の看板
（駅ビル屋上、2011年当時）

- 大都市内にあってJR･地下鉄以外の民鉄駅と接続も近接もしていないターミナル駅のひとつであり、関東地区では唯一の存在である[注釈 7]。
- 発車メロディは1・2番線が標準メロディ、3・4番線が「Passenger」のフェードアウトバージョン、5番線はスペーシアX発車時のみに鳴動する専用タイプ[45]である。2012年3月までは全ホームで「Passenger」のフルバージョンが使用されていた。2012年3月までは信号と連動して自動で流れる方式だったが、メロディーの変更後は1・2番線がリモコン操作、3 - 5番線はスイッチ操作に改められている。
- 発車標はかつてブラウン管式モニターを使用していたが、その後LED式に置き換えられた。正面改札口の先、2番線ホームの車止め裏側にもLED式発車標が設置されていたが、後にLCD式のものに交換されている。階段上部には液晶モニターが設置されており、すべての停車駅と接続列車が表示される。
- 当駅は伊勢崎線の起点駅であるが、0キロポストは開業時の起点である北千住駅に設置されており、当駅から北千住駅までは距離がマイナスとなっている。
- リニューアル工事開始前の当駅正面入口および駅ビル屋上の看板（ネオンサイン）には「東武鉄道」ではなく「東武電車」と表記されていた。かつて本線のPRや車内放送で「東武電車」の呼称を使用していた名残りである。「○○電車」という表記は、その鉄道会社の鉄道・鉄道事業で使われたいわばブランド名であり、現在近畿地方の鉄道会社で多く見られるが（「阪神電車」「京阪電車」など）、関東地方では珍しく、ブランドとして使用しているのは「箱根登山電車」のみである。

### 都営地下鉄
相対式ホーム2面2線を有する地下駅。駒形橋西詰直下に位置し、東武線・銀座線とはやや離れたところに駅がある。
ホーム全体がカーブ上に位置しているため、ドアとホームの間の隙間が広く開く場所がある。
北側（銀座線側、A3 - A5出入口）と南側（A1・A2a・A2b出入口）の各コンコースは改札外では接続していない。A2a・A3出入口は22時以降閉鎖される。エレベーターは改札内コンコース - ホーム間およびA2b出入口に、エスカレーターはA4・A5出入口と改札外コンコースを連絡する通路の途中に設置されている。なお、A4・A5出入口の通路上にもエレベーターがあるが、こちらは駅設備ではなく併設されているビルの入居者専用である。
かつての副名称は「雷門前」であったが、現在副名称は廃止されている。

#### のりば
| 番線 | 路線       | 行先                           |
| ---- | ---------- | ------------------------------ |
| 1    | 都営浅草線 | 西馬込・ 羽田空港・ 京急線方面 |
| 2    | 都営浅草線 | 押上・ 京成線・ 北総線方面     |

（出典：都営地下鉄:駅構内図）

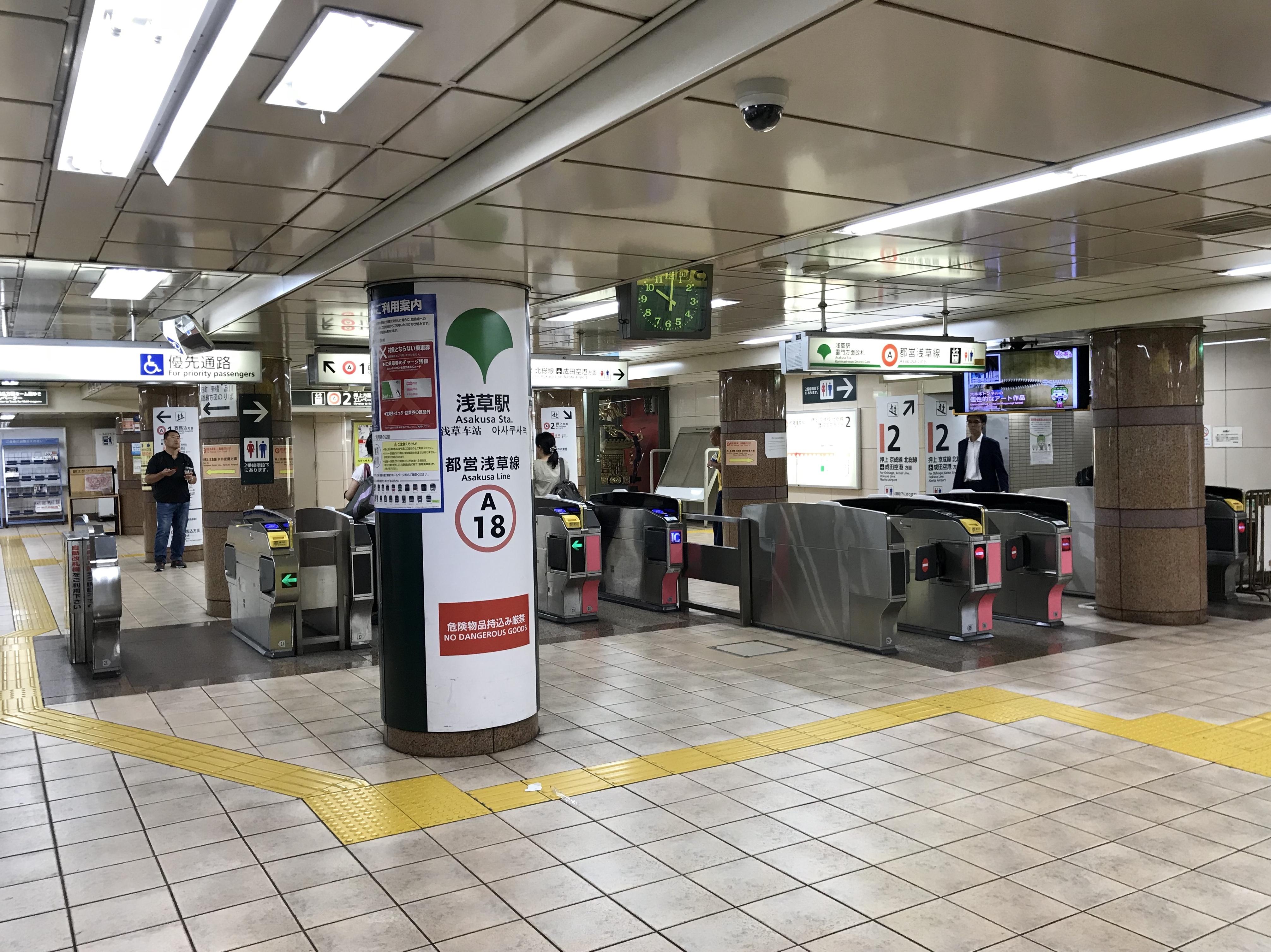
雷門方面改札口（2018年9月）
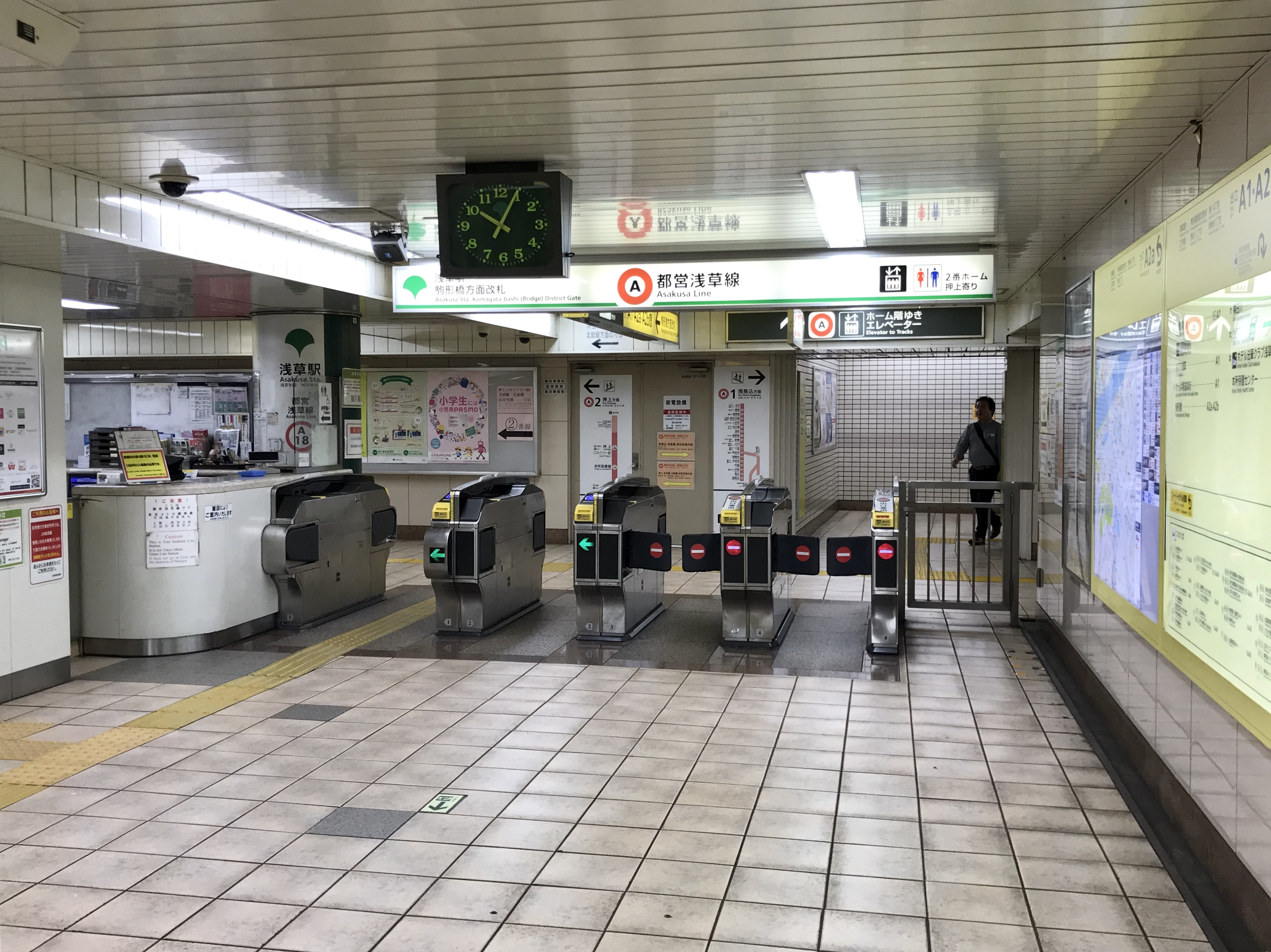
駒形橋方面改札口（2018年9月）
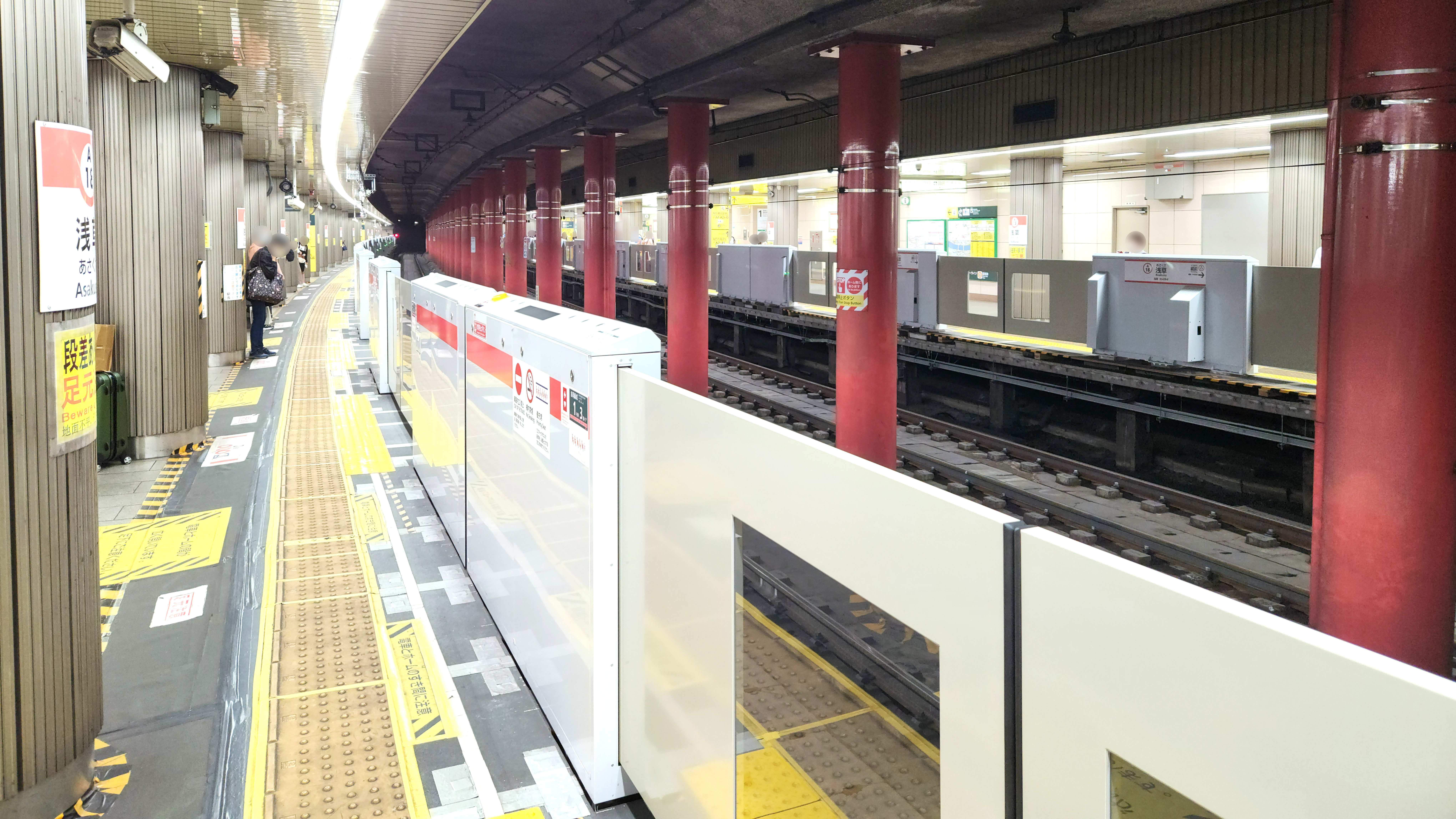
浅草線ホーム（2023年6月）

## 利用状況
- 東京メトロ - 2024年度の1日平均乗降人員は108,544人である[メトロ 1]。
乗降人員は2003年度まで減少傾向が続いていたが、その後は9万人前後で落ち着き、2012年度には再度10万人を越えた。
- 東武鉄道 - 2024年度の1日平均乗降人員は39,076人である[東武 1]。
開業当初は、東武本線系統中最も乗降人員が多い駅であったが、1962年に地下鉄日比谷線との直通運転を開始すると、実質的なターミナルの座を北千住駅に譲った。1997年に北千住駅の改良工事が完成すると、下りの特急列車が同駅に全停車するようになり、当駅を利用する乗客が減少した。さらに、2003年に地下鉄半蔵門線との直通運転を開始したことにより、2006年度以降はとうきょうスカイツリー駅（押上駅を含む）よりも下回った。2012年度は東京スカイツリータウン開業の影響から一転して12,500人程度増加したが、翌年度以降は再び減少傾向が続いている。
- 都営地下鉄 - 2023年度の1日平均乗降人員は56,120人（乗車人員：25,803人、降車人員：30,317人）である[都交 1]。
浅草線全20駅中第11位。エアポート快特停車駅であるが、通過駅の東銀座駅、浅草橋駅よりも少ない。

### 年度別1日平均乗降人員
各年度の1日平均乗降人員は下表の通り。
| 年度               | 営団 / 東京メトロ | 営団 / 東京メトロ | 都営地下鉄       | 都営地下鉄 | 東武鉄道         | 東武鉄道 | 出典   |
| 年度               | 1日平均 乗降人員  | 増加率            | 1日平均 乗降人員 | 増加率     | 1日平均 乗降人員 | 増加率   | 出典   |
| ------------------ | ----------------- | ----------------- | ---------------- | ---------- | ---------------- | -------- | ------ |
| 1991年（平成03年） |                   |                   |                  |            | 110,247          |          | [ 48 ] |
| 1998年（平成10年） |                   |                   |                  |            | 87,147           |          |        |
| 1999年（平成11年） | 100,056           |                   |                  |            | 83,568           | −4.1%    |        |
| 2000年（平成12年） | 98,085            | −2.0%             | 42,734           |            | 81,830           | −2.1%    |        |
| 2001年（平成13年） | 95,523            | −2.6%             | 42,106           | −1.5%      | 78,123           | −4.5%    |        |
| 2002年（平成14年） | 93,940            | −1.7%             | 42,370           | 0.6%       | 74,788           | −4.3%    |        |
| 2003年（平成15年） | 90,415            | −3.8%             | 41,797           | −1.4%      | 68,482           | −8.4%    |        |
| 2004年（平成16年） | 92,939            | 2.8%              | 41,047           | −1.8%      | 65,602           | −4.2%    |        |
| 2005年（平成17年） | 92,154            | −0.8%             | 41,110           | 0.2%       | 62,194           | −5.2%    |        |
| 2006年（平成18年） | 92,243            | 0.1%              | 41,395           | 0.7%       | 58,781           | −5.5%    |        |
| 2007年（平成19年） | 90,362            | −2.0%             | 43,009           | 3.9%       | 56,289           | −4.2%    |        |
| 2008年（平成20年） | 91,961            | 1.8%              | 44,018           | 2.3%       | 54,414           | −3.3%    |        |
| 2009年（平成21年） | 90,726            | −1.3%             | 43,465           | −1.3%      | 51,578           | −5.2%    |        |
| 2010年（平成22年） | 92,442            | 1.9%              | 44,553           | 2.5%       | 50,812           | −1.5%    |        |
| 2011年（平成23年） | 90,967            | −1.6%             | 43,001           | −3.5%      | 48,569           | −4.4%    |        |
| 2012年（平成24年） | 103,019           | 13.2%             | 48,401           | 12.6%      | 61,117           | 25.8%    |        |
| 2013年（平成25年） | 100,236           | −2.7%             | 49,007           | 1.3%       | 56,834           | −7.0%    |        |
| 2014年（平成26年） | 97,229            | −3.0%             | 49,307           | 0.6%       | 53,190           | −6.4%    |        |
| 2015年（平成27年） | 103,124           | 6.1%              | 52,280           | 6.0%       | 52,382           | −1.5%    |        |
| 2016年（平成28年） | 105,784           | 2.6%              | 53,320           | 2.0%       | 49,362           | −6.1%    |        |
| 2017年（平成29年） | 107,628           | 1.7%              | 54,556           | 2.3%       | 48,673           | −1.4%    |        |
| 2018年（平成30年） | 109,223           | 1.5%              | 56,549           | 3.7%       | 47,754           | −1.9%    |        |
| 2019年（令和元年） | 108,434           | −0.7%             | 55,671           | −1.6%      | 45,422           | −4.9%    |        |
| 2020年（令和02年） | 57,513            | −47.0%            | 29,467           | −47.1%     | 27,140           | −40.2%   |        |
| 2021年（令和03年） | 63,485            | 10.4%             | 33,309           | 13.0%      | 28,993           | 6.8%     |        |
| 2022年（令和04年） | 84,355            | 32.9%             | 45,976           | 38.0%      | 34,577           | 19.3%    |        |
| 2023年（令和05年） | 101,926           | 20.8%             | 56,120           | 22.1%      | 38,346           | 10.9%    |        |
| 2024年（令和06年） | 108,544           | 6.5%              |                  |            | 39,076           | 1.9%     |        |

### 年度別1日平均乗車人員（1920年代 - 1930年代）
各年度の1日平均乗車人員は下表の通り。
| 年度               | 東京地下鉄道 | 東武鉄道 | 出典         |
| ------------------ | ------------ | -------- | ------------ |
| 1927年（昭和02年） | [ 備考 1 ]   | 未開業   | [ 府統計 1 ] |
| 1928年（昭和03年） | 8,764        | 未開業   | [ 府統計 2 ] |
| 1929年（昭和04年） | 7,268        | 未開業   | [ 府統計 3 ] |
| 1930年（昭和05年） | 8,664        | 未開業   | [ 府統計 4 ] |
| 1931年（昭和06年） | 9,534        | 10,255   | [ 府統計 5 ] |
| 1932年（昭和07年） | 12,086       | 9,662    | [ 府統計 6 ] |
| 1933年（昭和08年） | 12,019       | 9,979    | [ 府統計 7 ] |
| 1934年（昭和09年） | 13,235       | 9,768    | [ 府統計 8 ] |
| 1935年（昭和10年） | 14,196       | 9,410    | [ 府統計 9 ] |

### 年度別1日平均乗車人員（1956年 - 2000年）
| 年度               | 営団   | 都営地下鉄 | 東武鉄道 | 出典                        |
| ------------------ | ------ | ---------- | -------- | --------------------------- |
| 1956年（昭和31年） | 32,000 | 未 開 業   | 4,382    | [ 都統計 1 ]                |
| 1957年（昭和32年） | 31,969 | 未 開 業   | 29,948   | [ 都統計 2 ]                |
| 1958年（昭和33年） | 32,817 | 未 開 業   | 30,978   | [ 都統計 3 ]                |
| 1959年（昭和34年） | 36,349 | 未 開 業   | 32,438   | [ 都統計 4 ]                |
| 1960年（昭和35年） | 36,929 | 1,682      | 34,492   | [ 都統計 5 ]                |
| 1961年（昭和36年） | 35,403 | 1,932      | 37,825   | [ 都統計 6 ] [ 都統計 7 ]   |
| 1962年（昭和37年） | 39,512 | 2,515      | 36,517   | [ 都統計 8 ] [ 都統計 9 ]   |
| 1963年（昭和38年） | 36,424 | 4,432      | 34,386   | [ 都統計 10 ] [ 都統計 11 ] |
| 1964年（昭和39年） | 39,629 | 6,569      | 35,622   | [ 都統計 12 ] [ 都統計 13 ] |
| 1965年（昭和40年） | 39,914 | 7,761      | 35,540   | [ 都統計 14 ] [ 都統計 15 ] |
| 1966年（昭和41年） | 36,219 | 8,939      | 35,183   | [ 都統計 16 ] [ 都統計 17 ] |
| 1967年（昭和42年） | 36,695 | 9,674      | 36,451   | [ 都統計 18 ] [ 都統計 19 ] |
| 1968年（昭和43年） | 39,249 | 11,621     | 38,221   | [ 都統計 20 ] [ 都統計 21 ] |
| 1969年（昭和44年） | 41,198 | 14,007     | 39,885   | [ 都統計 22 ] [ 都統計 23 ] |
| 1970年（昭和45年） | 41,468 | 15,417     | 40,734   | [ 都統計 24 ] [ 都統計 25 ] |
| 1971年（昭和46年） | 41,437 | 16,180     | 40,169   | [ 都統計 26 ]               |
| 1972年（昭和47年） | 42,668 | 17,025     | 40,638   | [ 都統計 27 ]               |
| 1973年（昭和48年） | 42,499 | 17,449     | 41,849   | [ 都統計 28 ] [ 都統計 29 ] |
| 1974年（昭和49年） | 42,770 | 17,479     | 42,518   | [ 都統計 30 ] [ 都統計 31 ] |
| 1975年（昭和50年） | 41,989 | 17,533     | 42,705   | [ 都統計 32 ]               |
| 1976年（昭和51年） | 41,564 | 17,677     | 41,595   | [ 都統計 33 ]               |
| 1977年（昭和52年） | 41,737 | 17,945     | 42,816   | [ 都統計 34 ]               |
| 1978年（昭和53年） | 40,923 | 17,827     | 43,608   | [ 都統計 35 ] [ 都統計 36 ] |
| 1979年（昭和54年） | 40,981 | 17,678     | 44,224   | [ 都統計 37 ] [ 都統計 38 ] |
| 1980年（昭和55年） | 42,027 | 18,356     | 45,310   | [ 都統計 39 ] [ 都統計 40 ] |
| 1981年（昭和56年） | 42,616 | 18,222     | 46,156   | [ 都統計 41 ] [ 都統計 42 ] |
| 1982年（昭和57年） | 42,910 | 18,110     | 46,578   | [ 都統計 43 ] [ 都統計 44 ] |
| 1983年（昭和58年） | 43,000 | 18,085     | 46,642   | [ 都統計 45 ] [ 都統計 46 ] |
| 1984年（昭和59年） | 42,912 | 18,414     | 47,167   | [ 都統計 47 ] [ 都統計 48 ] |
| 1985年（昭和60年） | 44,438 | 18,773     | 47,773   | [ 都統計 49 ] [ 都統計 50 ] |
| 1986年（昭和61年） | 46,507 | 20,003     | 49,973   | [ 都統計 51 ] [ 都統計 52 ] |
| 1987年（昭和62年） | 47,158 | 20,989     | 51,541   | [ 都統計 53 ] [ 都統計 54 ] |
| 1988年（昭和63年） | 49,077 | 21,995     | 53,329   | [ 都統計 55 ] [ 都統計 56 ] |
| 1989年（平成元年） | 51,036 | 23,181     | 54,805   | [ 都統計 57 ] [ 都統計 58 ] |
| 1990年（平成02年） | 54,890 | 24,479     | 58,003   | [ 都統計 59 ] [ 都統計 60 ] |
| 1991年（平成03年） | 55,943 | 26,918     | 59,689   | [ 都統計 61 ] [ 都統計 62 ] |
| 1992年（平成04年） | 56,353 | 22,389     | 58,819   | [ 都統計 63 ]               |
| 1993年（平成05年） | 55,337 | 28,192     | 57,822   | [ 都統計 64 ]               |
| 1994年（平成06年） | 53,405 | 27,490     | 56,236   | [ 都統計 65 ]               |
| 1995年（平成07年） | 52,470 | 26,396     | 54,664   | [ 都統計 66 ]               |
| 1996年（平成08年） | 52,830 | 26,058     | 53,022   | [ 都統計 67 ]               |
| 1997年（平成09年） | 51,482 | 23,940     | 49,332   | [ 都統計 68 ]               |
| 1998年（平成10年） | 50,301 | 23,545     | 46,507   | [ 都統計 69 ]               |
| 1999年（平成11年） | 48,798 | 23,295     | 44,495   | [ 都統計 70 ]               |
| 2000年（平成12年） | 47,882 | 23,101     | 43,142   | [ 都統計 71 ]               |

### 年度別1日平均乗車人員（2001年以降）
| 年度               | 営団 / 東京メトロ | 都営地下鉄 | 東武鉄道 | 出典          |
| ------------------ | ----------------- | ---------- | -------- | ------------- |
| 2001年（平成13年） | 47,304            | 22,581     | 41,816   | [ 都統計 72 ] |
| 2002年（平成14年） | 46,205            | 22,392     | 39,773   | [ 都統計 73 ] |
| 2003年（平成15年） | 44,516            | 22,164     | 36,230   | [ 都統計 74 ] |
| 2004年（平成16年） | 43,822            | 21,553     | 34,395   | [ 都統計 75 ] |
| 2005年（平成17年） | 44,310            | 21,564     | 32,282   | [ 都統計 76 ] |
| 2006年（平成18年） | 44,438            | 21,710     | 30,077   | [ 都統計 77 ] |
| 2007年（平成19年） | 44,678            | 22,088     | 28,967   | [ 都統計 78 ] |
| 2008年（平成20年） | 45,058            | 22,423     | 28,088   | [ 都統計 79 ] |
| 2009年（平成21年） | 44,400            | 21,870     | 26,603   | [ 都統計 80 ] |
| 2010年（平成22年） | 45,570            | 22,269     | 26,175   | [ 都統計 81 ] |
| 2011年（平成23年） | 44,418            | 21,279     | 24,680   | [ 都統計 82 ] |
| 2012年（平成24年） | 50,724            | 23,562     | 30,994   | [ 都統計 83 ] |
| 2013年（平成25年） | 49,109            | 23,657     | 28,854   | [ 都統計 84 ] |
| 2014年（平成26年） | 48,671            | 23,736     | 27,038   | [ 都統計 85 ] |
| 2015年（平成27年） | 51,754            | 25,062     | 26,552   | [ 都統計 86 ] |
| 2016年（平成28年） | 52,882            | 25,562     | 25,627   | [ 都統計 87 ] |
| 2017年（平成29年） | 53,734            | 26,011     | 25,219   | [ 都統計 88 ] |
| 2018年（平成30年） | 54,532            | 26,886     | 24,688   | [ 都統計 89 ] |
| 2019年（令和元年） | 53,208            | 26,398     | 23,402   | [ 都統計 90 ] |
| 2020年（令和02年） |                   | 14,098     |          |               |
| 2021年（令和03年） |                   | 15,763     | 7,123    |               |
| 2022年（令和04年） |                   | 21,373     | 17,595   |               |
| 2023年（令和05年） |                   | 25,803     | 19,703   |               |

備考
1. ↑  1927年12月30日開業。
2. ↑  1960年12月4日開業。開業日から1961年3月31日までの計118日間を集計したデータ。

## 駅周辺
浅草寺をはじめとする観光地や、興行街の浅草公園六区がある。また、隅田川沿いにある隅田公園の最寄り駅でもあり、墨田区役所とアサヒビール本社のあるリバーピア吾妻橋が吾妻橋の対岸にある。北部には山谷や、風俗街の吉原などがある。

### 名勝・神社仏閣・観光施設など
- 浅草寺
  - 仲見世通り
  - 浅草神社
- 今戸神社
- 隅田川
  - 吾妻橋
  - 駒形橋
- 浅草公園六区
- 浅草花やしき
- 伝法院通り
- アミューズミュージアム

### 公共施設
- 浅草公会堂
- 浅草文化観光センター
- 墨田区役所
- 台東区雷門地区センター
- 東京都立産業貿易センター台東館
  - 台東区民会館
- 台東区浅草保健相談センター
- 浅草警察署花川戸交番
- 東京消防庁日本堤消防署二天門出張所

### 商業施設
- リバーピア吾妻橋
  - アサヒビール吾妻橋本部ビル（アサヒビールタワー）
  - スーパードライホール
- 浅草ビューホテル
- 東武浅草駅ビル
  - 松屋浅草店
  - 浅草エキミセ
- 浅草地下街 - 現存する日本最古の地下街。
- 神谷バー
- 大黒家天麩羅
- オオゼキ浅草雷門店

### 郵便局・金融機関
- 雷門郵便局
- 台東花川戸郵便局
- 三菱UFJ銀行浅草支店
- 三菱UFJ銀行雷門支店
- 三井住友銀行浅草支店
- みずほ銀行浅草支店
- みずほ銀行雷門支店
- りそな銀行浅草支店

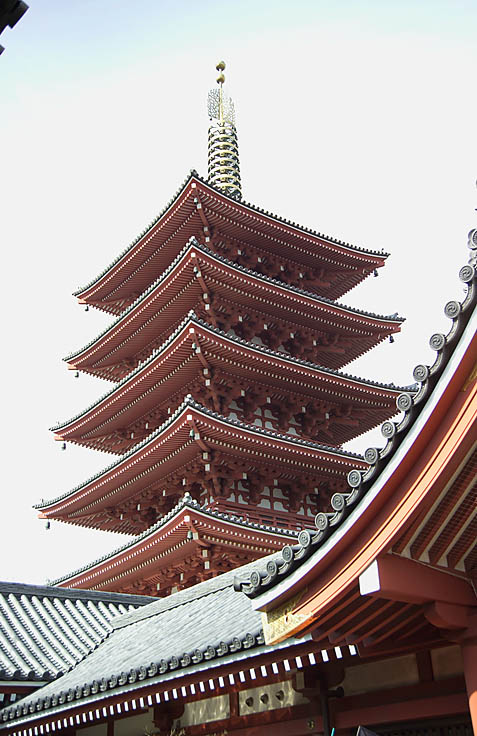
浅草寺（五重塔）
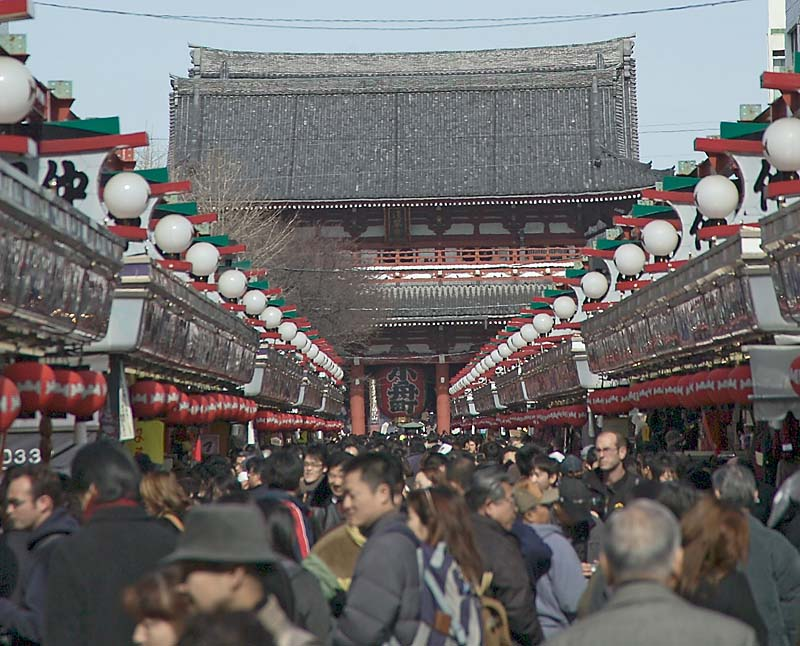
仲見世通り
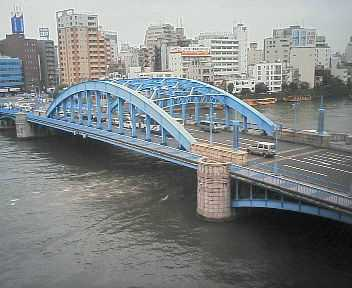
駒形橋（対岸の墨田区側から）
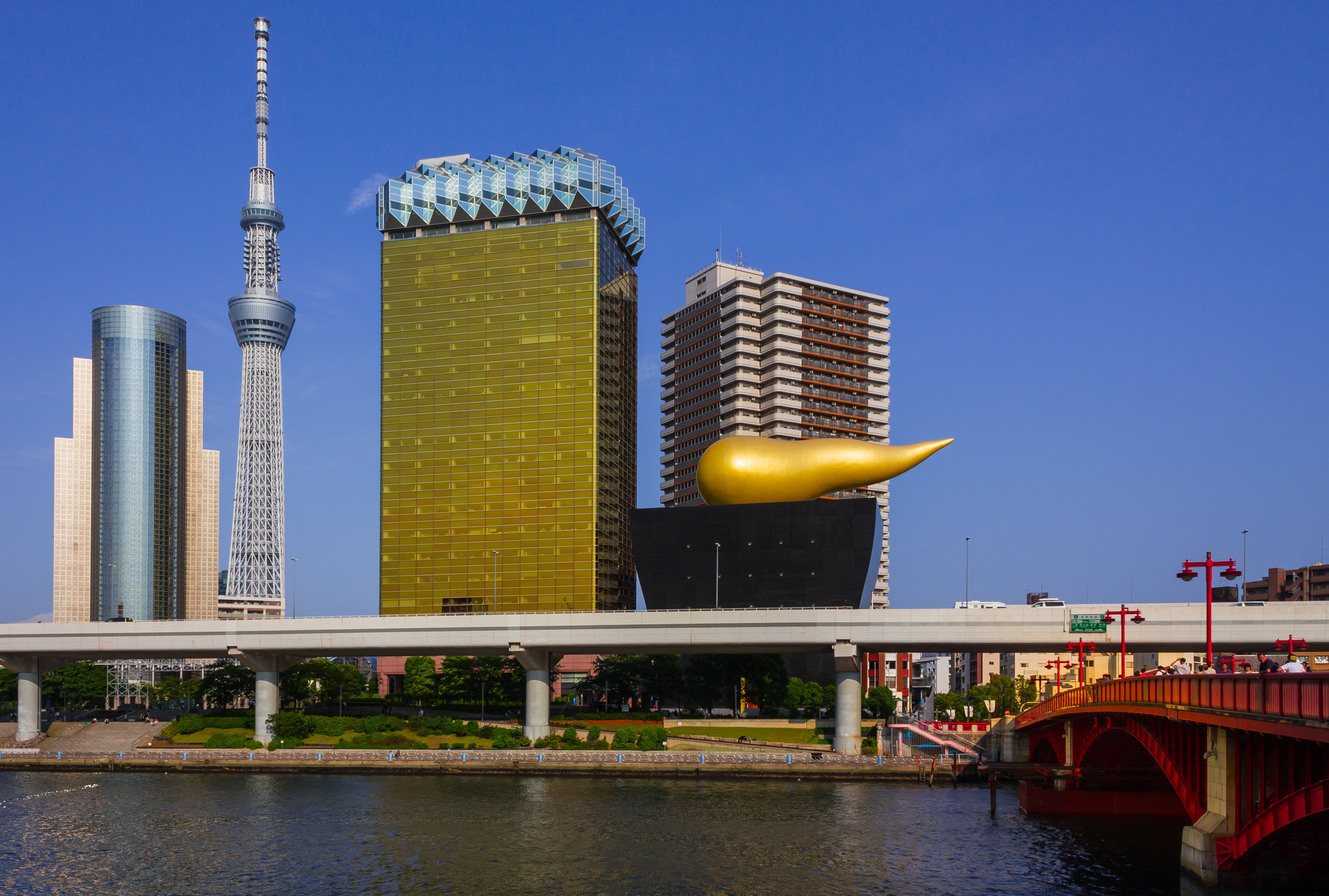
リバーピア吾妻橋と東京スカイツリー
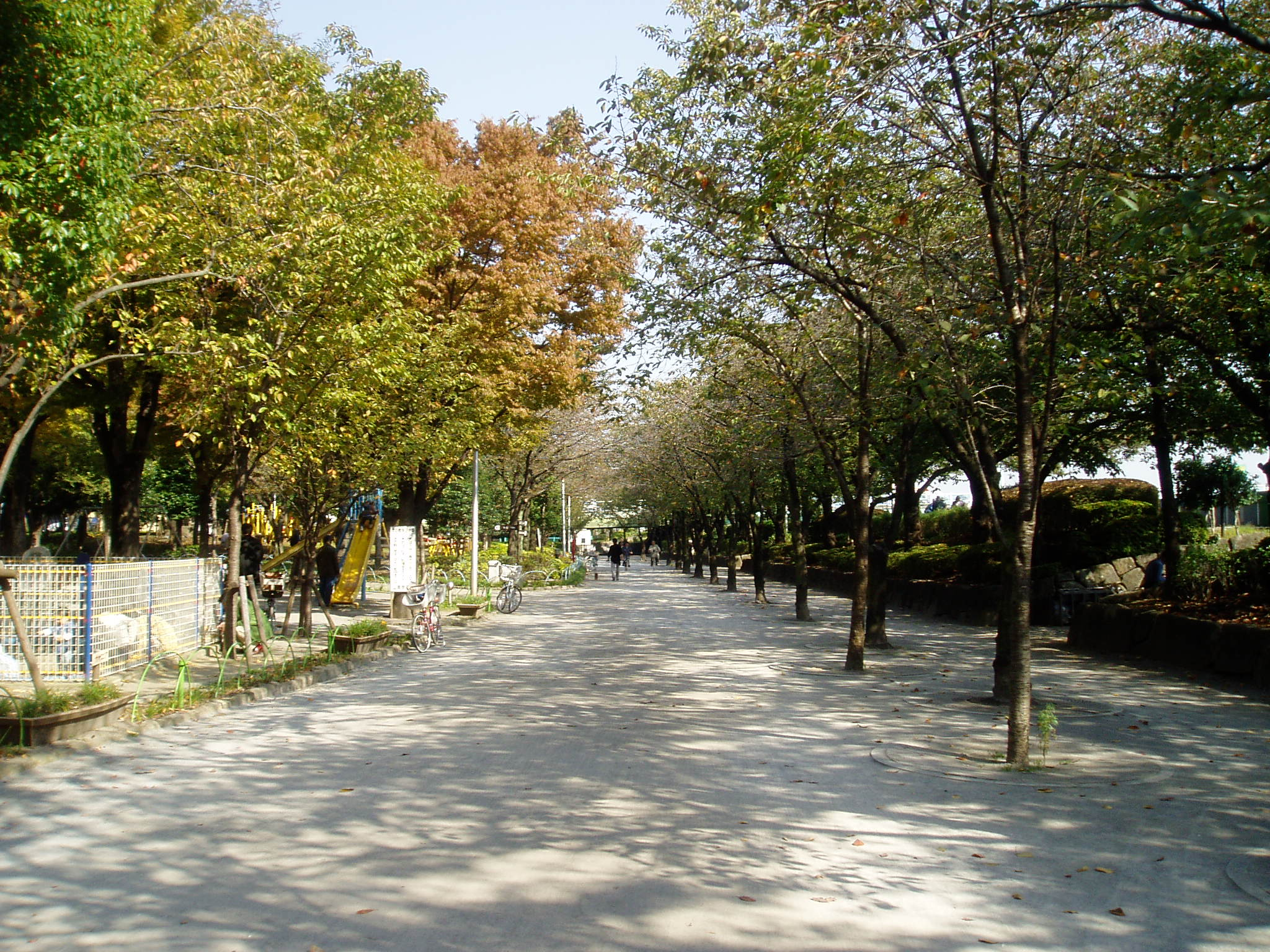
隅田公園

## バス路線

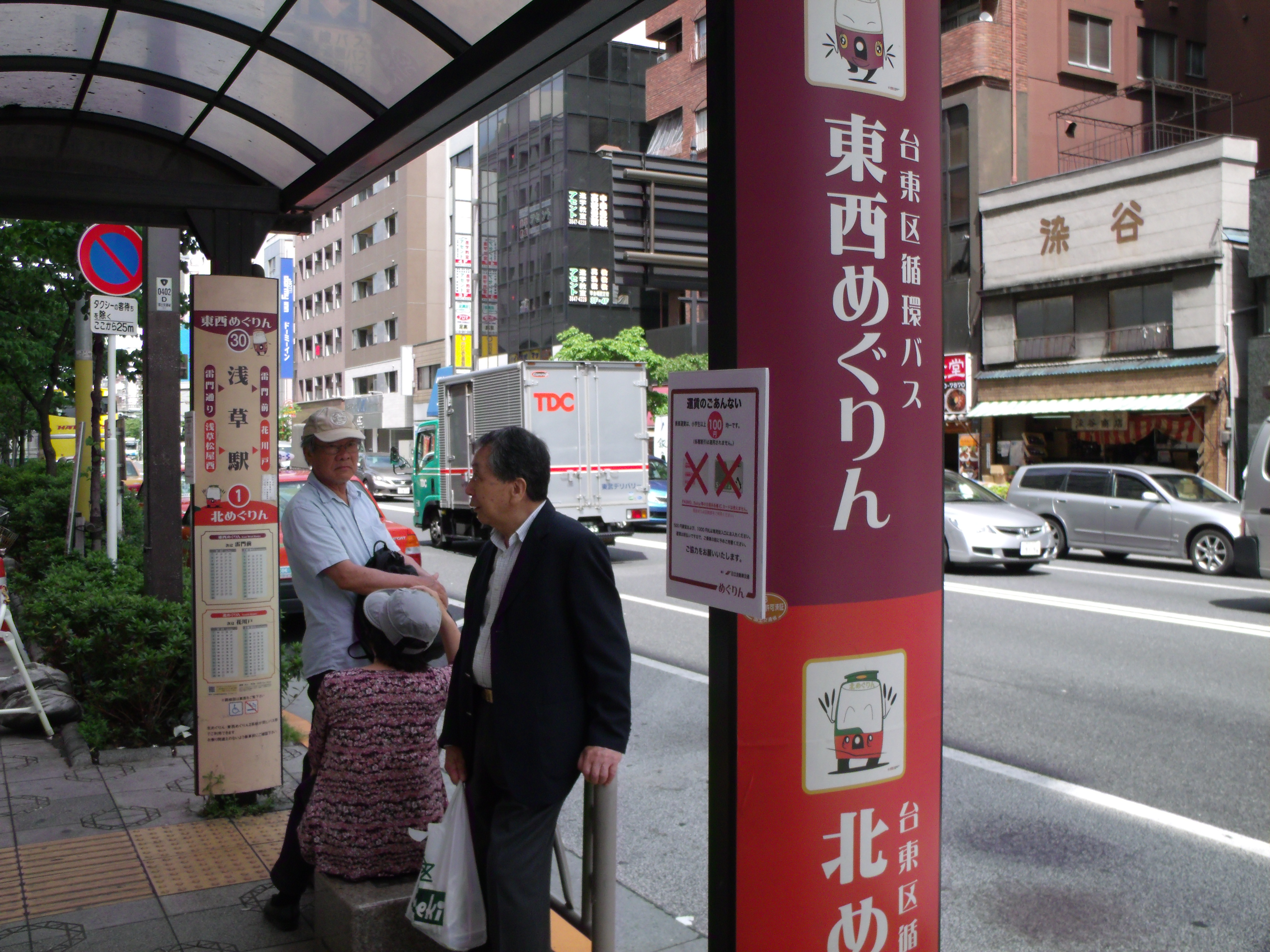
「めぐりん」の浅草駅停留所（江戸通り上）

周辺に交通広場がなく、バス停留所はすべて道路上の広範囲に設置されている。一部例外はあるものの、概ね南北方向の路線は東武線の駅に近い「東武浅草駅前」停留所、東西方向の路線は雷門の周囲にある「浅草雷門」停留所を使用している。南に離れた都営浅草線の駅へは「駒形橋」停留所が近い。

### 一般路線バス
のりば番号は都営バスを基準とし、設定のないのりばは位置ごとに「－」とする（「めぐりん」の停留所番号は用いない）。
| のりば                | 停留所名     | 運行事業者         | 系統・行先                                                            | 備考                                       |
| 雷門通り上            | 雷門通り上   | 雷門通り上         | 雷門通り上                                                            | 雷門通り上                                 |
| --------------------- | ------------ | ------------------ | --------------------------------------------------------------------- | ------------------------------------------ |
| 2                     | 浅草雷門     | 都営バス           | 草24：東大島駅前・亀戸駅前                                            |                                            |
| 3                     | 浅草雷門     | 都営バス           | - 上23：平井駅前・東墨田二丁目 - 草39：金町駅前・青戸車庫前           |                                            |
| 4                     | 浅草雷門     | 都営バス           | 草63：池袋駅東口・巣鴨駅前                                            |                                            |
| 5                     | 浅草雷門     | 都営バス           | - 上23：上野松坂屋前 - 草39：浅草寿町・上野松坂屋前                   | 「草39」の上野松坂屋前行は平日日中のみ運行 |
| －                    | 浅草雷門     | 都営バス           | 草64：浅草雷門南                                                      |                                            |
| －                    | 浅草雷門     | 京成バス           | ぐるーりめぐりん：田原町駅方面                                        |                                            |
| －                    | 浅草雷門     | 京成バス東京       | - 有01：亀有駅 - 新小59：新小岩駅東北広場                             | 土休日のみ運行                             |
| －                    | 雷門通り     | 日立自動車交通     | 東西めぐりん：台東区役所方面                                          |                                            |
| －                    | 浅草雷門     | 東武バスセントラル | 空01(ST01)（スカイツリーシャトル）：上野駅公園口方面                  | 土休日のみ運行                             |
| －                    | 雷門通り     | 京成バス           | ぐるーりめぐりん：田原町駅方面                                        |                                            |
| 並木通り上            |              |                    |                                                                       |                                            |
| 6                     | 浅草雷門     | 都営バス           | 草43：足立区役所・千住車庫前                                          | 平日のみ発着                               |
| 7                     | 浅草雷門南   | 都営バス           | 草64：池袋駅東口・とげぬき地蔵前                                      |                                            |
| 8                     | 浅草雷門     | 都営バス           | - 草24：浅草寿町 - 東42-3：南千住車庫前                               |                                            |
| 8                     | 浅草雷門     | 京成バス東京       | 有01・新小59：浅草寿町                                                | 土休日のみ運行                             |
| －                    | 雷門前       | 日立自動車交通     | 東西めぐりん：台東区役所方面                                          |                                            |
| 江戸通り上            |              |                    |                                                                       |                                            |
| 9                     | 東武浅草駅前 | 都営バス           | - 東42：南千住駅西口・南千住車庫前 - 東42-3：南千住車庫前             |                                            |
| 10                    | 東武浅草駅前 | 都営バス           | - 東42-1：東京駅八重洲口 - 東42-2：東神田 - 東42-3：浅草雷門          |                                            |
| －                    | 浅草駅       | 日立自動車交通     | - 北めぐりん（浅草回り）：吉原大門方面 - 東西めぐりん：台東区役所方面 |                                            |
| －                    | 浅草駅       | 京成バス           | ぐるーりめぐりん：田原町駅方面                                        |                                            |
| 馬道通り上            |              |                    |                                                                       |                                            |
| 11                    | 東武浅草駅前 | 都営バス           | 都08(T08)：日暮里駅前                                                 |                                            |
| 12                    | 東武浅草駅前 | 都営バス           | - 都08(T08)：錦糸町駅前 - 草64：浅草雷門南                            |                                            |
| 12                    | 浅草松屋西   | 日立自動車交通     | 北めぐりん（浅草回り）：吉原大門方面                                  |                                            |
| 13                    | 東武浅草駅前 | 都営バス           | 草64：池袋駅東口・とげぬき地蔵前                                      |                                            |
| 都営地下鉄 浅草駅付近 |              |                    |                                                                       |                                            |
| －                    | 駒形橋       | 都営バス           | 東42：南千住駅西口・南千住車庫前                                      |                                            |
| －                    | 駒形橋       | 都営バス           | - 東42-1：東京駅八重洲口 - 東42-2：東神田                             |                                            |
| －                    | 駒形橋       | 都営バス           | 草24：浅草寿町                                                        |                                            |
| －                    | 都営浅草駅   | 日立自動車交通     | 東西めぐりん：台東区役所方面                                          |                                            |

### 高速バス
浅草駅前
江戸通り上にあり、乗車バス停は浅草エキミセ（松屋浅草店）の東中央口付近（はとバスのりばと共用）、降車バス停は都営バス「東武浅草駅前」10番のりば付近に位置する。
- TOKYOサンライズ号：新庄行き（東北急行バス・山交バス、運休中）
- レインボー号：山形行き（東北急行バス）
- フライングスニーカー号：京都・大阪（あべの橋）行き（東北急行バス・近鉄バス）
- きまっし号：金沢行き（東北急行バス・北日本観光自動車）
- いわき号：東京駅行き（JRバス関東・新常磐交通・東武バスセントラル、降車専用）

都営浅草駅
江戸通り南行、吾妻橋と駒形橋の中間にある（この付近に一般路線バスののりばは設置されていない）。
- 高速バス勝田・東海線：東京駅行き（茨城交通、降車専用）
- 高速バス常陸太田・常陸大宮・大子線：東京駅・バスタ新宿行き（茨城交通、降車専用）

浅草雷門
雷門通り上、京成バス東京「浅草雷門」東行のりば・東西めぐりん「雷門通り」のりばと共用。
- 千葉 - 大津・京都線（夜行高速バス）：鎌取駅行き（京成バス千葉イースト、降車専用）

### 水上バス
駅のすぐ東側の隅田川河岸から水上バスが発着している。発着場（船着場）が分かれており、東京都観光汽船および観光汽船興業は吾妻橋横の「浅草」から、東京都公園協会（東京水辺ライン）は東武線隅田川橋梁と言問橋の中間にある「浅草二天門」から発着する。

## 隣の駅
東京地下鉄（東京メトロ）
 銀座線
田原町駅 (G 18) - 浅草駅 (G 19)
東武鉄道
 東武スカイツリーライン
- ■特急「スペーシアX」・■特急「けごん」「きぬ」・■特急「りょうもう」・■特急「リバティけごん」「リバティきぬ」「リバティ会津」「リバティりょうもう」・■特急「スカイツリーライナー」発着駅

■区間急行・■区間準急・■普通
浅草駅 (TS 01) - とうきょうスカイツリー駅 (TS 02)
かつてはとうきょうスカイツリー駅（当時は業平橋駅）との間に隅田公園駅が存在していた。
東京都交通局（都営地下鉄）
 都営浅草線
■エアポート快特
東日本橋駅 (A 15) - 浅草駅 (A 18) - 押上駅 (A 20)
■エアポート快特以外の列車種別
蔵前駅 (A 17) - 浅草駅 (A 18) - 本所吾妻橋駅 (A 19)